# 静かなるドン
『静かなるドン』（しずかなるドン）は、新田たつおによる日本の漫画。
1988年の11月15日号より2013年1月8日号まで実業之日本社の『週刊漫画サンデー』にて連載された。漫画サンデーの最終号に特別編として『賑やかなるドン』が掲載された。
第42回日本漫画家協会賞大賞受賞。2023年5月時点で紙の書籍の累計発行部数は4600万部を突破している。単行本は108巻が発行されており、週刊連載は1000回を越えている。
1991年からOVA・オリジナルビデオが制作され、1994年に日本テレビ系列でドラマ化された。2000年と2009年には映画版が公開、2010年にはドラマCDが発売されるなどさまざまなメディア展開が行われている。
連載完結後も電子書籍での売上が好調で、2020年だけで6億円に上る。新田はその売上で東京都世田谷区豪徳寺にある「世田谷イチ古い洋館」（旧尾崎テオドラ邸）の保存運動の支援を行った。
2022年、「世田谷イチ古い洋館に来た静かなるドン」のタイトルで、山下和美の『世田谷イチ古い洋館の家主になる』の特別編の位置づけとなる作品として、9年振りに本作の読み切りが制作され、『グランドジャンプ』（集英社）21号に掲載された。
2023年、「静かなるドン-もうひとつの最終章-」のタイトルで、『グランドジャンプ』（集英社）17号より連載中。

## あらすじ
主人公の若者近藤静也は、ランジェリー製作会社「プリティ」で働く冴えない下着デザイナー。しかしその正体は、1万人の子分を抱える広域暴力団・新鮮組の跡取り息子であった。ある日、二代目総長である父親の近藤勇足が敵対組織の鬼州組によって射殺される事件が発生。この機に乗じて新鮮組を掌握しようと考えた最高幹部の肘方年坊と生倉新八が組を割っての内部抗争を起こすことを恐れた勇足夫人の二代目姐近藤妙は、静也を三代目総長の座に就かせることで事態の収束を図る。かくして、望まぬヤクザの親分に祭り上げられた静也の、カタギとヤクザの二重生活による奮闘が始まる。

## 登場人物

### 主人公・ヒロイン
近藤 静也（こんどう しずや）
下着会社「プリティ」のデザイン部に勤務する一介のサラリーマン。しかし裏の顔は、関東一帯を支配する日本有数の暴力団組織「新鮮組」の三代目総長でもある。一見すると冴えない小男であるが、歴代の新鮮組総長がもつ「獣」の血を強く受け継いでおり、血の色や臭いを感じると、一流の殺し屋すらも圧倒する驚異的な身体能力・戦闘技能を発揮する。しかし、本来は争いを好まない善良な人物であり、獣の血に振り回され人を傷つけることを恐れている。サラリーマンとしての業績は芳しくなく、ダサい下着をデザインして不採用（ボツ）を乱発したり、取引先で相手の機嫌を損なったりすることも多い。
もともとはサラリーマン専業の生活をしていたが、父・勇足が反目する鬼州組に殺されたのち、新鮮組の跡目を巡り、幹部の生倉と肘方が抗争を始める恐れがあったため、それを防ぐためやむを得ず新鮮組総長の跡を継いだ。ただし母・妙は静也の極道の才能を見抜いており、適任は静也しかいないと考えていた。普段争いごとを好まず、そのため子分からは「静かなるドン」とも揶揄される。しかし、自身に流れる極道の血による抑えきれない凶暴性や、子供の頃から武芸、射撃を叩き込まれたこともあり、いざという時はとんでもない強さを発揮する。極道としての静也はアウトローな性格であり、人の死や殺害などには冷静に対応できるが、秋野に危害を加える者や人の道に外れた行動を取った者には怒りを露にする。
昼のサラリーマン生活は、うだつの上がらない状態である。彼のデザインする下着は奇妙なものが大半である。しかし、デザインへの熱意があり、多数のデザインを行うため、まれにヒット作を生み出しており、作中ではプリティの中でも一番多くヒットを出している。また、上司の川西や先輩の逃野などからは、バカにされたり無茶な行動をとるよう命令されるというパワーハラスメントを受けることもあるが、静也自身は「どこの組織でも上の者のいうことは絶対」という考えから反抗せずに従っている。会社の人間の大半は当然静也の夜の顔を知らないが、物語中盤以降の秋野を始めとして静也の夜の顔を知っている者もいる。なお、サラリーマンとしての給料は手取り20万円。
新鮮組総長として活動する際は、一貫してサングラスを着用する。服装は黒いワイシャツに白ネクタイ、白スーツというスタイルを好む。まれに黒スーツも着用する。この姿の静也は小柄ながらも威圧感を備え、かつトム・クルーズばりのハンサムに見える。
実は勇足の息子ではなく、政治家の常盤金成の息子であるというストーリーがあったが、常盤を懐柔するため、妙のついた嘘だった。
物語での活躍
静也が三代目に就任後、鬼州組や海外マフィアの進出を退け続けてきた新鮮組は、その勢いに乗り鬼州組を滅ぼそうと京都に攻め込む。静也はもともと抗争を望んでおらず、かつて秋野の命を救った恩人である龍子の息子・龍馬が鬼州組にいることもあり、生倉や二次団体を残し、近しい部下を連れ東京に戻る。司令塔を失った新鮮組は各地で多数の死傷者を出して大敗してしまう(鳥羽・伏見の戦い)。その後警察の追及を避け中国で修行を積んだ龍馬が鬼州組若頭になった後、鬼州組との最終決戦を前に会社を退職し、全ての退路を断ち、龍馬に自分がヤクザ解体を望んでいることなどを告白し、龍馬にわざと敗北して自分が死ぬことでヤクザ解体の夢を龍馬に託そうとしていた。だが自分が死ぬと秋野も死を選んでしまうことを知り、秋野のために全てに嫌われても生き続けることを決意した。
究極の下着がヒットしてからは、鬼州組に正体を隠すため昼間は「ボルドー権藤」として活動。函館戦争で鬼州組が集結しているにもかかわらず、本人は、プリティ河合社長と川西取締役に鉄槌を下すため東京に残る。函館での戦いに対しては、長期戦に持ち込み裏切った東北の親分達の心を疲弊させる作戦で勝利した。
その後東京に戻り、デザイナーを辞職する。イタリアン・マフィアに対して龍馬と共に戦うが龍馬が死亡する。イタリアン・マフィアと和睦した後、世界を牛耳るドレイク一族に立ち向かうが捕らえられ、中東の収容所に入れられるも、秋野に助けられる。その後秋野とは別れて鬼州組八代目・骨手牛と五分の盃を結び全国統一を果たす。
続編の「静かなるドン-もうひとつの最終章-」では新鮮組総長を務める傍ら、新たにゲーム会社を立ち上げた。

女性関係
秋野には惹かれながらも、彼女には堅気として生きて欲しいため、自身が極道のままでは結婚できないが、自身が極道をやめると生倉と肘方が抗争を起こしてしまうためにやめられないというジレンマを抱えている。また、子供については自身の呪われた一族の血縁に嫌気がさして、作らないと決めている。三代目総長に就任する以前は女性との交際経験は無かったが、女を知らない静也のために鳴戸が紹介した一流の女5人(後述の理江も含む)を相手にして全員昇天させるなど、結構な絶倫でもある。女性キャラの多くが近藤の人柄や裏の顔に惹かれ、そのテクニックは敵対組織の女性すら落としてしまう(一度は婚約した彩子曰く、面白くて、強くて、カッコよくて女の人には無敵)。そのことから生倉には「下半身外交」と評されることもある。

極道について
極道を嫌っており、「ヤクザなんて怠けているだけ、カタギの方が偉い」などと公言している。また、敵対組織の極道にはもちろんのこと、自らの組織でも中村や高杉、西郷など昔ながらの極道者や、抗争を起こそうとする武闘派には冷たく、失脚や死亡させるまで追い込む事もある。一方でプリティの仕事で関係を持った極道や自分に忠義のある極道については重宝している。
争いを嫌い、自ら抗争を始めることはないが、新鮮組を狙う鬼州組や海外マフィアを何度も撃退してきた。また、抗争を起こした部下は破門という厳しい処置を取る。最初の頃は幹部達から頼りないと言われていたが、話が進むにつれて内外に畏怖される存在になっていった。
鬼州組五代目姐については、ともにヤクザを嫌っていることもあり、彼女の遺言である「極道組織を無くすこと」を夢見ている。
秋野 明美（あきの あけみ）
プリティの女子社員で、静也の思い人。ストーリーの進行に伴ってチーフデザイナーに昇進し、退職後に自分のランジェリーメーカーを操業して人気を得る。デザイン部では近藤の次に若く、一般人らしくヤクザを恐れる姿を見せるが、物語が進むにつれて齢を重ね、ヤクザに対しても引かない気丈な女性となっていく。
連載初期は静也にとって「高嶺の花」のような片想いの相手だったが、危機に陥るたびに静也から助けられるうちに「ヤクザの静也」に好意を持つようになる。静也がMr.Jに殺されそうになった際には、身を挺して静也を助けようとし、その直後の乱闘で静也がMr.Jを返討ちにするきっかけを作った。また、鬼州組の沢木五代目による東京侵攻作戦の際には、囚われていた静也を助けるため着物で五代目姐(龍子)になりすまして転生寺に乗り込み、鳴門組や理江の援護も得て処刑寸前だった静也の救出に成功した。その後、静也の正体を知ると昼の静也も全力で愛するようになるが、静也に対しては静也の正体を知らないことにしている。静也も秋野にプロポーズされてからは、秋野が自分の正体を知っていることを悟っており、お互い知らないフリをしている。
静也の母・妙に「静也が覚醒しないのはお前のせいだ」と言われビンタされた時は、逆にビンタを張り返すなど芯の強さがうかがえる。また妙の策略により2度総長代理に就くことになる。また、ロシアン・マフィアに催眠術で操られた時に戦闘訓練を受け、拳銃の扱いなどを身につけた。
また、静也が怒りで暴走しかけた際に、それを止めたことが複数回あり、静也が秋野の前で土下座したこともあった。そのため生倉や肘方からは「(秋野は)実は新鮮組の影のドンなのでは」などと噂された。
静也が中東の収容所に囚われている事を聞くと、社長を辞職し助けに行く。その後静也とは別れ、近藤明美と名を変えてシンガポールで下着デザイナーとなる。
続編の「静かなるドン-もうひとつの最終章」にも登場し、シンガポールで小規模ながらランジェリーショップを経営している。
テレビニュースを見て静也のことを心配している。

### 新鮮組
以下は新鮮組陣営に所属する人物である。新鮮組は関東一円を取り仕切る暴力団であり、構成員の数は1万人を数えるという設定になっている。現在では横浜を除く東日本全ての暴力団をその傘下にしている。近藤家は代々、犯罪者の家系であり静也の先祖は幕末の有名な侠客である。祖父は戦後の闇市で新鮮組の基礎を築き父は全国組織にまで発展させた。続編の「静かなるドン-もうひとつの最終章-」では2023年時点で組員の数が2千人を割り、弱体化が見られる。

#### 本家及び最高幹部
近藤 勇足（こんどう いさみあし）
新鮮組二代目で先代総長。静也の父親。その強大な戦闘力とカリスマ性により、新鮮組を一気に関東最大の暴力団に発展させた。
大久保によると「重厚でカミソリのように切れる」男で、平気で子分を捨て駒に使い数々の抗争を勝ち抜いた。普段から凶暴だが、酒を飲むと更に手が付けられなくなり、数々の刃傷沙汰を起こしていた。しかし、泥酔して起こしたある事件の際に、当時中学生の静也に、料亭の階段から突き落とされて頭を打ち、髪が真っ白になってしまった。その後は穏やかな性格となり、酒を一切辞め、代わりにペロペロキャンディを舐める甘党になるなど、少しボケた様子が伺われる。
物語は彼が敵対組織・鬼州組に射殺されたことにより始まる。写真嫌いで、まともな写真が残っていなかっため、遺影には、とぼけた顔でペロペロキャンディを持つ写真が使用されている。
近藤 妙(こんどう たえ)
勇足の正妻で静也の母親。現体制の新鮮組内においても、二代目姐として強い発言力をもつ。彼女の作画は劇画調に描かれている。
常にサングラスを着用。ニトログリセリンを携帯していることから「ニトロのお妙」と呼ばれる。
静也の極道としての才能を見抜き、静也が幼い頃より極道の英才教育を施してきた。しかし、静也はその期待に反し、下着デザイナーという「くだらない仕事」を選んだ。静也にはヤクザ稼業に専念して欲しいと願い、何度か会社を辞めさせる工作をしている。しかし、静也がデザイナーとして表彰された時は密かに授賞式を見に行ったりするなど、サラリーマンとしての静也をある程度認めている節もある。
新鮮組幹部たちが駆け出しの頃から面倒を見てきたため、「姐さん」と呼ばれ一目置かれている。還暦を迎えるような高齢だが、年齢を感じさせない外見である。
静也が指揮を取れないとき、秋野の姐としての才能を見抜き、総長代行に据えたことが2度ある。
序盤から中盤までは息子の幸せは二の次で組の存亡を第一とし、失態を繰り返す静也を殺して心中しようとすらする、非情で冷酷な「姐さんの鑑」として存在感を放っているが、物語終盤では、静也の遺書の内容を知ったあと秋野の両親に土下座までして2人の結婚を認めて欲しいと直談判しに行ったり、表では厳しい発言をしつつも秋野を認めて守ってやろうとしたり、静也が中東S国の捕虜収容所にいるとの知らせを受けて影で泣くなど、誰よりも息子を愛し幸せを願う一人の母としての描写が増える。
男の世界である任侠界に長く身を置いているためか、下ネタには全く動じないどころか、自らも時折周囲の人間がドン引きするような下ネタを発する。
2008年の読者アンケート「近藤静也以外の登場人物で『描いてほしいキャラ』」で１位を獲得し、スピンオフ作品『静かなるドン　エピソード０　妙の眼鏡』(20ページ読み切り第97巻末収録)が描かれた。
続編の「静かなるドン-もうひとつの最終章-」でも健在で、堅気の仕事を続けヤクザ稼業に専念しない息子に変わらず手を焼いている模様。
鳴戸 竜次（なると りゅうじ）
新鮮組最強の武闘派組織である鳴門組の組長で、新鮮組では総長に次ぐナンバー2の貸元頭。
勇足の代に鳴戸組を率いて数々の抗争を勝利に導いた。
破天荒かつお茶目な性格で、当初は組の金を持ち逃げしたことにより命を狙われていたが、それを元手に競馬で大勝ちして増やしたため組に戻ることを許される。その際、初対面の静也とたちまち意気投合し、忠誠を誓う。その理由として、拡大主義で抗争を好む先代と違い、平和主義で守りに徹する静也に共感を覚えたこと、静也が三代目を継いで以来、自分の組員が死亡していないことに気付き「本当の親分は戦いを避ける親分じゃねぇのか」と発言している。
なお、金に対する執着が強いのは、抗争で命を落とした組員達の家族を養うためであり、このことは誰にも告げていなかったが、静也にはあっさりと看破されている。
新鮮組内では静也に絶対的な忠誠を誓う数少ない人間であり、静也の危機を公私に渡り何度も救ってきた。しかしながら、その余りにいい加減な性格と規律を無視して自由奔放に行動する生き様のため、組織内における自身の評判は沖田などの一部の幹部を除いてあまりよくない。
しかし、新鮮組最強と言われた実力の持ち主であり、他の幹部から恐れられている。鬼州組の沢木五代目による東京侵攻作戦の際、囚われた静也を救うため、万間猛と相打ちになったと思われていたが、実は生きており、覆面で正体を隠し、ドン・ファンと名乗って理江と共にシシリアン・マフィアのボス、コルレオーネのボディガードとして姿を現した。
アメリカン・マフィアとの抗争時に、再度静也の前に現れ窮地を救う。この時は正体を明かしたものの、アメリカン・マフィア壊滅後、無人島からイカダで助けを呼びにいったまま戻らなかった。
龍馬率いる鬼州組と新鮮組の抗争が本格化したのち、静也の前に現れ組に堂々と復帰した。最強の「鳴戸うずしお軍団」の彼に対する忠誠は深く、龍宝が鳴戸組を率いるようになっても、軍団長を始めとする軍団員達は鳴戸の言うことしか聞かない。
続編の「静かなるドン-もうひとつの最終章-」では堅気となっておりお好み焼き店を経営しているが、龍宝信虎の策略により骨手牛暗殺の疑惑を掛けられる事になる。
龍宝 国光（りゅうほう くにみつ）
鳴戸が出奔した後の貸元頭。元刑事の父で潜入捜査官だった龍宝信虎の庶子。
鳴戸の忠実な子分で、極道世界では「龍宝を手に入れるものは天下を制す」とすら言われた逸材。
物語当初は刑務所に入っていたが、出所し、鳴戸組二代目を継ぐ。非常に高い戦闘力を持ち、特に射撃においては鳴戸すら上回る抜群の腕前。性格的には鳴戸とは少々異なり、生真面目で冗談の通じない性格。
最初は静也の資質とカタギの仕事に疑問を抱き、生倉のクーデターに協力、静也を退陣に追い込む。しかし生倉の本性を知り失望するとともに、静也の底知れぬ能力と人柄を知り、以後は静也に忠誠を誓い心強い味方となる。ただし静也が極道に専念しないことをよく思わず、未だに絶対服従するのは鳴戸のみである。
一見クールに見えるが熱い性格の持ち主で、しばしば静也の命に背き、破門や絶縁になってでも、己の信念を貫き通そうとする。最初の親分である鳴戸への敬愛の気持ちは強く、再会した時は涙を流した。容姿、性格ともに男前であるため、ナナちゃん、アニーなど女性には非常にモテるが、特定のパートナーは登場しない。
ピアスをしているが、これには自殺用に青酸カリが仕込まれている。実際に服用しようとしたケースは2度あり、1度目はドン・ファン(鳴戸)に叩き落とされ失敗、2度目は飲み込んだもののすでに青酸成分が酸化しており、いずれも死には至らなかった。後に鳴戸から新しいピアスをプレゼントされ窮地で役立つことになる。
自身が助命嘆願し舎弟となったイゴールを連れ、ギャンブラーになると言って組を畳んで出ていった鳴戸を探す旅に出る。その先で「当方、腕利きの用心棒リュウ」と広告を出したところ、雇い主として現れた鳴戸、理江と再会する。
続編の「静かなるドン-もうひとつの最終章-」では堅気となって警備会社に勤める傍ら、頻繁に鳴戸の経営するお好み焼き店を訪れている。

猪首 硬四郎（いのくび こうしろう）
新鮮組突撃隊長。
新鮮組最古参・化石組出身で、静也が子供の頃から部屋住みとして本家に務めており、静也の教育係を任されてきた。静也のことを初期は「若」と呼んでおり、新鮮組よりも静也個人に忠誠を誓う組員である。そのため、銀座のマフィア抗争で暴走状態の静也に切り刻まれながらも逃げずに命がけで立ちはだかり、正気に戻そうとした。
作中でも屈指の巨漢で、ゴツい外見のとおり抗争になるとそのパワーを活かしてバルカン砲などの重火器を用いる。
一見すると粗暴な組員だが、根は穏やかな性格で人の気持ちを察することも多い。秋野との初対面で静也が本気で惚れている女性と見抜いて気遣ったり、彩子の復讐のために血迷って一人で鬼州組本家へ突撃しようとする静也を冷静に諫めたりする場面もある。
女の色気に弱く、保毛田兄弟やムッチリーナにモテる。ぬいぐるみを抱いて寝ていることがある。
なお、別れた妻との間に一人息子の硬太がいて、父親であることを隠して会いに行くなど子煩悩な性格でもある。
続編の「静かなるドン-もうひとつの最終章-」でも静也の側近を務めているが、静也の立ち上げたゲーム会社で働くことを指示される。しかし乳栗も働いている会社に対し、心中では「すぐつぶれる」と思うほど嫌がっている。
生倉 新八（なまくら しんぱち）
新鮮組のナンバー3。
新鮮組系の組織で最大最弱の『生倉会』々長。奸智に長け、上昇志向が強く、常に総長の座を狙っているものの、その強面や野望に反して非常に臆病かつ小心者。自身または新鮮組が危機的な状況に陥ると、すぐに精神錯乱を引き起こす。本作におけるギャグ担当要員として欠くことのできない人物でもある。
静也が総長であることに不満を抱いており、暗殺・失脚など様々な策を用いて何度も総長の座から下ろそうと画策するが、そのたびに失敗してきた。一度だけクーデターに成功し新鮮組総長に就任するが、早とちりから鬼州組々長・海腐の娘を100円で売り飛ばしたことによりたちまち失脚、処刑されるところを静也に罪を許され、その後も新鮮組幹部として活動する。が、全く懲りておらず、その後もありとあらゆる策謀を用いて総長の座を狙い続ける。
弱者や格下の相手に対しては傲慢に振舞うが、暴力による脅迫にはほとんど無抵抗に従う。またその場その場で有利な方に寝返ることを繰り返しているため、肘方から「お前の人格はめちゃくちゃ」と評された。また子分の小林から「あいつは日本一喧嘩の弱いヤクザじゃ」と評されるほど戦闘力は低く、年寄りに一発でノックアウトされたこともある。また、静也が暴走と化した時に戦闘力0の赤子同然と評された。しかし薬物催眠によって理性を失った時には肉弾戦で妙を押さえつけるほどの身体能力を見せており、身体能力はそれなりに優れているが、その「気の小ささ」が災いして実力を発揮できないものと思われる。
ほぼ全ての幹部に付け届けを行っている。その範囲も幹部本人だけでなく、幹部の家族の誕生日などありとあらゆる祝い事にプレゼントを贈り、プレゼントの中身も相手に応じて宝石から子供の玩具までと非常に幅広く徹底している。別名『付け届けの生倉』。鬼州組の胡麻田と同盟を結ぼうと彼の家族へのプレゼントを贈ろうとしたが、胡麻田は同盟を断ったら家族を殺すという脅迫かと疑った。その人間関係の広さは静也も認めるほどの物で、病院や政治家なども深く関わっている。自身が会長を務める『生倉会』を先代の頃に上手く立ち回り、抗争の矢面に立つの避けて組を拡大させた。数は多いが、実際は生倉会は結束力も弱く組員の質も低い数だけの弱小組織である。
「完全卑劣知性体」を自称し、自ら進んで戦闘に出る事は一切ないが、銀座のマフィア抗争の際は機銃掃射により片足を失ってもなお新鮮組の勝利を見届けるために病院に行くことなく前線を見守り続ける肘方の姿に感銘を受け奮起、鳴戸に烏合の衆と称された大量の子分達を引き連れて突撃した。
非常に愛妻家。娘の豊美はヤリマンで、フェラチオの練習のために舌をペロペロ動かす癖があり、その下劣振りには父親の生倉ですらドン引きするほど。
続編の「静かなるドン-もうひとつの最終章-」にも登場し、若返りの薬を開発している米国の製薬会社に投資しており、猪首曰く、「最近若返って元気になっている」とのこと。
肘方 年坊（ひじかた としぼう）
新鮮組のナンバー4。
新鮮組内では生倉会と勢力を二分する「肘方組」の組長で、禿頭に小さなサングラスが特徴。生倉とは跡目を争うライバル関係にあり、ことあるごとに対立している。連載開始当初は「鬼の肘方年坊」と言われていた{要出典範囲|date=2024年2月15日 (木) 23:58 (UTC)|が、全くそれらしい活躍がない。}}
当初は生倉と同様に静也が総長であることを快く思っておらず、自分が総長になることを夢見ていた。しかしどちらかと言うと組内の序列を重んじる律儀な性格であり、積極的に静也を引きずり下ろそうとするのではなく、他の者(主に生倉)が静也に対する不満を持ちだした際に、便乗する形で総長退陣を持ち出す。また静也が死んだと思われたときには、総長代行として鬼州組と手打ちをしようとする幹部を一喝したりと、多少気弱ながらもオーソドックスなヤクザの幹部とも言える。
初めは軽視していた静也の能力に徐々に畏怖するようになり、龍宝を取り込んだ生倉の猛攻から救ってもらった以後は反抗する姿はめったに見られない。金を借りている子分に頭が上がらないなど、親分としての器には若干問題があり、静也が引退しようとして総長を譲られた時には器ではないと辞退した。
丸禿で髪が1本もないが、1度だけ1本生えたことがあり「お毛々様」と呼んで我が子のように慈しんでいたが、生倉との抗争で焼けてしまい、自分の体よりも髪の毛の心配をしている。
一人娘の沙也加を溺愛しており、そのせいで沙也加はわがままな性格に育っている。新年の挨拶で静也に沙也加を引き合わせ、二人に交際関係を結ばせ、自分は義父とし静也を影から操る「院政」を敷こうと企んでいた。しかし、静也がサラリーマンの仕事のために、どんな下着を着用しているか聞いたところ、沙也加が激怒してビンタしたことで破談した。
銀座のマフィア抗争ではシシリアン・マフィアの猛攻により、右足を失うが最後まで生き残り、病院には行かずに戦況を最後まで見守った。
「静かなるドン-もうひとつの最終章-」にも登場し、生倉の投資した製薬会社の若返り薬で失われていた毛が生えてきた模様。
沖田 寝多（おきた ねた）
新鮮組のナンバー5。沖田組々長。
新鮮組内では数少ない鳴戸の理解者。また、三代目を継いだ静也のことも、他の幹部とは異なり、できるだけ理解しようとしていた。中立的かつ現実的な性格で、鬼州組の脅威がなくなるならと静也の奇想天外な行動にも一応の理解を示していた。
しかし沢木五代目の東京侵攻作戦の際、静観する静也に失望しつつ誕生日の息子のため帰宅したところ、夜泣きの銀次らに家族を人質に取られ、自殺を強要される。自死すれば家族を殺さないことを夜泣きの銀次に確認したあと、「オレが死ねば総長も目を覚ますだろう」と銃を口に突っ込んで自殺した。
親類に組のヒットマンを捨てて女と駆け落ちした沖田総次がいる。
引田（ひきた）
沖田組二代目。
先代の沖田同様、中立的な立場をとっているが、先代のこともあり鬼州組に対しては好戦的になる。新鮮組幹部の中では比較的高い戦闘力を持つまともな極道で、肘方によると「若手の星」らしいが今のところあまり活躍はしていないものの、龍馬の危険性をいち早く見抜くなど高い能力をうかがわせる。地味ながら頼れる若手であり、龍宝もかつての鳴戸と沖田の関係に似た付き合いをしている。
銀座のマフィア抗争で死亡。
沖田 総士（おきた そうじ）
沖田組三代目で、初代組長である沖田寝多の一人息子。父を眼の前で失った経験から極道に入った。
胴堂 平助（どうどう へいすけ）
新鮮組幹部。
本人を含め傘下のものは経済ヤクザばかりで抗争は苦手である。基本的に肘方派のようで生倉と肘方が対立する場合は肘方につく。
山波 敬助（やまなみ けいすけ）
新鮮組幹部。沢木五代目の東京侵攻作戦の際、愛人宅のマンションから出てきたところを襲われ射殺される。彼の死には普段冷静な沖田でさえ取り乱した。
泥沼（どろぬま）
新鮮組幹部の一人。元は、蛭夜組々員。
高知県出身。昔恩を受けた病院長の息子の頼みを断りきれず、静也に銃を向ける。その義理堅さがかえって静也に気に入られて杯を受け、静也に絶対の忠誠を誓う数少ない組員のひとり。
新鮮組幹部が抗争で倒れた事から序列も上がり幹部となり、後に組を起こしたのか泥沼組々長となっていた。生倉と龍宝によるクーデター時も変わらず静也に忠誠を誓い守ろうとする。
静也がもっとも頼りにする部下の一人だったが、鬼州組東京侵攻後、暴利組達に新鮮組本家を襲われ、妙を守り死亡。壮絶な死にざまを見せるが乳栗に台無しにされる。
隅田 小夏（すみだ こなつ）
戦前から続く名門・関東鉄火組六代目。女ながら非常に好戦的な性格。
妙の案で静也と見合いをする。見合いは不調に終わったが、後に妙の推挙で新鮮組幹部となった。
清川 一郎（きよかわ いちろう）
六本木陰獣会二代目。
誤解により静也に感服し盃を受けたが、数年後幻滅していたところを海腐に唆され反乱を起こした。反乱は失敗に終わり八方塞がりになったが、静也に許され新鮮組幹部として復帰した。その際、再び静也に感服し幹部の中では数少ない静也に忠誠を誓う人物でもある。
登場当初はダンディな雰囲気を漂わせており、東京大学卒という経歴から知性派と見られていたが、反乱を起こした再登場時以降、東大卒ではないことが判明、向こう見ずで自信過剰なギャグキャラクターとなっており、子供っぽい面が見られ、新鮮組の船にロボットアニメのタイトルのような名前をつけようとしていた。
大久保 竜造（おおくぼ りゅうぞう）
関東に隠然たる勢力を持つ関東正気会々長。
先代・勇足の兄弟分であり、静也が三代目を襲名する際に後見人になった。夢想理神流（むそうりしんりゅう）剣術の使い手で居合い斬りの達人だが、短気であり、仕込み杖に手をかけ「斬る!!」というのが口癖で、実際に斬りかかってしまう危ない人物である。初期は一向に極道稼業に専念する気のない静也に対して苛立ちを表しており、「斬る！」を連発していたが、そのたびに静也に切り返される。妙から静也によって勇足の人格が変わった逸話を聞かされるなどして、次第に静也の非凡さを認めるようになる。しかしカタギの仕事を認めたわけではなく、一度プリティに押しかけたが、高名な下着評論家と間違えられ、恥ずかしい写真を静也に撮られてしまう。年頃の娘がいる。
初期は関東正気会は新鮮組とは別の独立した組織(その証拠に幹部会に大久保は出席していない)だったはずだが、現在は『新鮮組内関東正気会』などとTVで紹介されるなど、新鮮組の内部に組み込まれたようである。鬼州組東京侵攻後、暴利組達に新鮮組本家を襲われ、妙を守り死亡。最後は感動の最期を見せるが、乳栗に台無しにされる。
勝 魁舟（かつ かいしゅう）
深川の幕臣組々長。勇足の代に新鮮組と抗争したが、惨敗させ手打ちに持ち込んだ。
静也の力量を見抜き、静也がいる限り名前を売るチャンスは来ないと思っていたが、静也が引退を表明すると、生倉を陰ながら操ることで自分の実力を試そうとした。
静也が引退を撤回すると、元通りに深川に引っ込もうとしていたが、静也の思いつきにより、静也の杯を受け、総長代行として組の運営に携わることになる。
頭が切れることで新鮮組幹部たちにも一目置かれており、静也が龍馬との戦いで落命したと思われたとき、妙は彼を後任の総長に推している。
榎本 武明（えのもと たけあき）
月野一家を追い落とし北海道のヤクザ全てを新たに統括している函館晴々会々長。
表向きは獅子王総裁と同じく海運業をしているが、表稼業の仕事でもめったに人前に姿を現さない。勝の説得により静也の配下となり、その大艦隊は鬼州組も恐れるほど。
多くの枝組織が鬼州組へ寝返っても近藤への忠義を貫き、東京からの逃亡を余儀なくされた新鮮組幹部たちを匿い函館決戦で戦った。
原田 左巻夫、平間 明彦、井上 源太
新鮮組幹部たち。
基本的に名前のみの登場だが、原田は肘方、生倉とともに鳴戸の引退を直訴した時に登場している。
新巻
常任顧問。組の功労者だが老齢のためにボケている。

#### 幹部および構成員

##### 生倉会
新鮮組最大派閥だが、結束力も弱く組員の質も低い数だけの弱小組織。主に地上げや脅しなどがシノギであり、たまに政治家から政敵を貶める依頼を受ける。
吝井（しわい）
生倉会舎弟頭で、武闘派。
妙と生倉による「鬼州組五代目姐を殺ることを条件に生倉を跡目にする」という密約に従い、小林や生倉会幹部の九十九を引きつれ龍子を襲う。龍子と共にいた静也をもろともに殺そうとするが、九十九が土壇場で静也を殺すことを拒否。九十九ごと静也を殺そうとするが失敗し逃亡、そのまま高飛びする。
小林 秋奈（こばやし あきな）
生倉会初代戦闘隊長。
親分と同じく臆病で戦闘能力は低いが、抜群の反射神経で銃弾をかわすことができる。通称「横っ飛びの小林」。
生倉と同様ギャグ要員だったが、鬼州組との抗争の際に傘下の汚田組に囚われ、無数の弾をかわしきれず尻を蜂の巣にされて死亡。作者は「生倉会戦闘隊長だった小林（秋奈）もだけど、死なさんでおけばよかったなって思うキャラクターは多い」と語っている。
生倉の幻覚で再登場、この時も得意の弾丸かわしを見せつけ「ワシはマトリックスより10年早く弾をかわしている」と威張った。
大林 一穴（おおばやし いっけつ）
小林亡き後の生倉会戦闘隊長を務める。
競馬のノミ屋をやっていたため、相手の戦闘力を図る能力を持つ。相手の戦闘力が高い場合は叫び、主を危険から守る。
しかし、以後は絵だけの登場すらも減り、戦闘隊長としての地位も乳栗が引き継いだ。
乳栗 一角（ちちくり いっかく）
生倉会系緋具味一家組員。隻眼で凶悪な人相を持つ。下着集めが趣味で静也の下着の数少ないファンである。生倉会では唯一の親総長派でもある。
生倉会の戦闘隊長を務めていたが、生倉邸において温泉を掘り当てた功績で独立し、関東温泉一家初代組長となる。上記の二人とは違い特殊能力を持たないが、ギャグ要員として欠かすことができない人物である。必殺技は工具による乳首つねり(乳栗は乳首が弱点だと思っている)。
アホと思われていたが、実は切れ者で利口者を嫌う生倉の性格を見抜いた上での演技だったという事実が判明。直感、行動力だけでなく知性も含めた実力で主である生倉や静也の危機を救っていた。
また生倉の嫡子、虎太郎の養育係も務める(当初はアホながら子育ての素質があったと思われていたが、その優れた能力で優秀な虎太郎が道を踏み外さないよう善導している)。
近藤静也記念館建設のために静也のデザイナーとしての足跡を一つ残らず集めており、近藤静也記念館初代館長となった。
続編の「静かなるドン-もうひとつの最終章-」では静也の立ち上げたゲーム会社でゲームディレクターを務めている。
南原 九官鳥（なんばら きゅうかんちょう）
生倉会幹部。生倉の命で海腐の娘・彩子を100円で風俗に売った。海腐の報復を恐れた生倉によって彩子を殺そうとするが猪首に捕まり、幹部会での証人となる。
竹井（たけい）
生倉会系小舞組傘下の組長。
新鮮組を裏切り鬼州組につき、生倉を誘う。
遠山 陰吾（とおやま いんご）
生倉会系陰美組々長。
背中に桜吹雪の刺青があり、通称遠山の陰さん。ゲーム機賭博で草魔会と諍いを起こし、そのまま抗争に発展させてしまう。歯医者で虫歯の治療中にヒットマンに襲われ死亡する。
一寸 坊也（いっすん ぼうや）
生倉会系緋具味一家組長。小柄。
雄琴 冬次（おごと とうじ）
生倉会系穴倉組幹部。スナイパーライフルによる狙撃、拳銃による銃撃戦の名手で通称「早撃ち雄琴」(しかし龍宝はこの呼び名や雄琴自身の存在を聞いたことがなかった）。遅漏であり「遅撃ち雄琴」とも称される。
男色で舎弟の若本を溺愛していた。穴倉組の解散後、若本の死を招いた静也を狙撃しようとするが、静也の優しさに感動し忠誠を誓う。
義理堅い性格であり、静也を暗殺するため生倉から情報をもらったことについて捕らえられても口を割らなかった。
銀座のマフィア抗争で死亡。
若本 広美（わかもと ひろみ）
雄琴の舎弟で通称「銃持ちの寵童」。
自身は戦わないが、雄琴の横で「発射して下さい！」と叫び、狙撃を促す。男色で、雄琴の狙撃に性的興奮を感じる。
体格や顔が似ていたため一時、静也の影武者を演じた。
鳥羽・伏見の戦いで死亡。
宝蔵院 万太郎（ほうぞういん まんたろう）
生倉会系日和見会幹部。
得物による一騎討ちを好む剣豪に近い性格を持つ十字槍の使い手。通称「槍万」。
鳥羽・伏見の戦いで海腐と戦い死亡。
中村 半五郎（なかい はんごろう）
兵庫の生倉会系殺兆連合会長。「人斬り半五郎」の異名を持つ。
鳥羽・伏見の戦いの際、撹乱のため大阪を攻撃し海腐を足止めしていたが、身元を知られ組本部を襲われて窮地に陥り、応援を求めたが見捨てられため、静也と生倉を恨む。
鳥羽・伏見の戦いの後、胡麻田組傘下に入り新鮮組を攻めるが、静也の策により捕らえられたところを生倉の独断で射殺されてしまう。
ダンジョン・松永（ダンジョン・まつなが）
滋賀の生倉会系穴倉組々長。
組事務所が地下15階建てで、最下層までヒットマンが辿り着いたことはないと言われていた。
鳥羽・伏見の戦いの敗戦で鬼州組の報復を恐れ組を解散する。
筒井 順次（つつい じゅんじ）
奈良の生倉会系日和見会々長。
栃乙松（とちおとまつ）
栃木の生倉会系苺一家組長。
生倉考案の杯自動販売機で杯を受ける。同じ栃木の肘方組系日光結構連合の山岸に些細なことで射殺される。
蒲井 継之助（かまい つぐのすけ）
生倉会5人衆の一人で新潟に一家を構える。自分達を犬扱いをする生倉に失望している。
生倉会の中で函館戦争の際にもただ一人だけ新鮮組に残ったが、それは息子の虎太郎の器量に惚れてのことであった。
銀座のマフィア抗争で死亡。
浦和 光（うらわ ひかる）
生倉会5人衆の一人で浦和に一家を構える。生倉を諌めて殴られた。
板子（いたこ）
生倉会5人衆の一人で青森の恐山会々長。卑屈な態度を気に入られ会長代行に就する。
生倉の息子・虎太郎の誕生会に風邪をひいて出かけたことで一度殺されかけており、そのことを恨んで鬼州組のスパイとして新鮮組の情報を伝えている。生倉への恨みから東北の親分達に鬼州組への寝返りをそそのかした張本人だが、静也が戻ってくるように発言すると、いの一番に杯を受けることを表明し、新鮮組の函館戦争の勝利のきっかけを作った。
東京奪回作戦の際に手柄を立てようとして骨手牛に頭蓋骨を砕かれて殺害される。
津軽 凛悟（つがる りんご）
恐山会専務理事。
生倉 志乃（なまくら しの）
生倉の後妻。美人で気の強い妻であり、かかあ天下である。一方で極道の妻としては静也も認めるほど胆力がある。
極道の妻同士として、妙や胡麻田の妻とも交流がある。
生倉を厳しいながら愛しているが、龍宝を誘惑したこともある。
子育ては苦手だが虎太郎を溺愛しており、生倉会の跡目は生まれた瞬間に決めた。
生倉 豊美（なまくら とよみ）
生倉の前妻との一人娘。静也の嫁候補として登場した。その時間違えて猪首にフェラチオをしてしまった。フェラチオが得意で好色家。スペルエンペラーと交際していた時、プリティの河合社長を美人局した。
生倉 虎太郎（なまくら こたろう）
志乃と生倉の息子。生倉にとってようやく恵まれた長男であり、非常に溺愛しているが、自分も妻も養育には向かないということで乳栗に養育を任せきっている。乳栗は理想的な教育者であったことが後に判明、そのおかげで虎太郎は常識、仁義や誇りといった親とは正反対の美徳を学んで育ち、生倉会傘下の組長たちから両親に似ず聡明な子であると思われている。
人懐っこい子供であり、静也や秋野など大人達に可愛がられている。最終回で可愛がってくれた蒲井の地で新潟でお米を作るという夢を持っている。
続編の「静かなるドン-もうひとつの最終章-」では中学生に成長し、弁護士を目指すため新潟から東京に帰京している。祖母が振り込め詐欺で騙し取られた金を取り返してくれるよう、静也に依頼した。

##### 肘方組
生倉会に匹敵する有力組織だが、組員の質も五十歩百歩の弱小組織。
川地（かわち）
肘方組戦闘隊長で肘方の腹心。比較的まともな性格だが、肘方に振り回される事も多い。
サングラスに黒スーツで特に特徴の無い男。一般組員が入り乱れるとどれが川地だかわからないときがある。
骨梨 則臓（ほねなし のりぞう）
肘方組系骨神会々長。
秋野の弟の年彦を入会わずか1週間でヒットマンとし、静也に殴られる。
宇和島（うわじま）
骨神会組員。秋野の弟、年彦の先輩。
年彦をヤクザの世界に引き込んだ張本人。のちに再登場し、サラリーマンとなった年彦に斉藤の命を狙わせようとした。
上田 河馬吉（うえだ かばきち）
肘方組系組員。
秋野と結婚が決まった男性下着デザイナー・佐々辺の上司である忌中に銃を売る。忌中を始末した静也の身代わりとして服役し、出所したときには肘方組の所属になっていた。チャイニーズマフィアの店をたかり、殺される。
托鉢 坊一（たくはつ ぼういち）
肘方組系御陀仏組々長。
税金を逃れるため組を宗教法人にした。反乱を起こした六本木陰獣会に殴り込みをかけるが岩倉に射殺され自分の上げた経で成仏する。
鮴山（ごりやま）
肘方組系日光結構連合会長。金融業を手広く手がけており、肘方にも金を貸している。代貸の山岸が生倉傘下の苺一家組長を殺してしまい、指を詰めて詫びを入れる。富士の最終決戦後は、新鮮組を裏切り鬼州組につき、暴利組と新鮮組本家(近藤妙、大久保竜造)を襲うなど変わり身の早さ(力の強いものにつく)を見せるが、静也の函館戦争の勝利を受けてまた新鮮組に戻ってきた。
虎八（とらはち）
肘方の部下。声帯模写が得意。

##### 鳴戸組
新鮮組最精鋭の武闘派集団。組長への忠誠が厚く結束力も強い(ただし最強の「鳴戸うずしお軍団」は鳴戸の言うことしか聞かない)。数々の抗争で組員は全滅した。
岡田 異造（おかだ いぞう）
鳴戸竜次時代の鳴戸組戦闘隊長。サングラスに山高帽という特異な風貌。鬼州組との抗争の際に死亡。
西郷 造友
構成員100人程度の小組織ながらも、自身を含む全員が死を恐れないプロのヒットマンで構成された鹿児島の最強軍団・薩摩次元組々長。
普段は多少馬鹿にされたくらいでは怒らない温厚で冷静な風貌・性格だが戦いにおいては「退却の文字は無い」と公言する。
薩摩次元組は静也の傘下入りに乗り気ではなく、命知らずな組員や褌一丁で戦うスタイルから、薩摩次元組や西郷本人を「時代錯誤の人殺し集団」「アナクロ野郎」などと批判していた。
鬼州組の指示で新鮮組との抗争に駆けつけるが命懸けで戦いを止めようとする静也に感服し新鮮組に寝返り、龍宝の杯を受ける。アメリカン・マフィアとの抗争で死亡。

##### その他
黒悶 一発（くろもん いっぱつ）
大阪の新鮮組系黒悶連合会長。サラリーマンとしての静也の情けない姿を見てショックを受け、脳の血管が切れて死亡。
跡目を継いだ若頭の長丸は前々からの計画通り鬼州組に乗り換えたため、新鮮組は関西での牙城を失った。
美川 拳吉（みかわ けんきち）
沖田組戦闘隊長。
おねぇ言葉でしゃべるが腕は立つ。沖田が死亡した後は一時幹部会に出席していた。
蛇川 軍次（へびかわ ぐんじ）
沖田組系見廻組々長。
鳥羽・伏見の戦いの原因を作ったと言っても過言ではない男であり、龍馬とこの男の対立が原因で戦いは始まってしまった。最終的に龍馬に殺害された。引田は盃をやったことを後悔していた。
寒井 修造（さむい しゅうぞう）
見廻組若頭。
鬼州組との抗争の際、龍馬にビルから叩き落される。
酷物 通
見廻組行動隊長。通称はいけいけカボチャ。
穴倉組などの応援を受け調子に乗って暴れていたが、伏見奉行組の藤乃に腕を切られる。鳥羽・伏見の戦いで海腐に頭を割られ死亡した。
雷電 豪
泥沼組系土佐闘犬組々長。
鉄の犬小屋の異名をとる難攻不落の自宅を持つ。鬼州組幹部の地位を狙う井上のたくらみによって、鬼州組幹部の宇丼組々長の讃岐殺害の濡れ衣を着せられた上で殺害された。
三囲 精次
関東鉄火組代貸。
空手の有段者。親分の小夏に思いを寄せていた。
岩倉
六本木陰獣会特攻隊長。勇足の時代に新鮮組を散々苦しめた高い戦闘力を持つ。彼の部下も一見堅気のオヤジに見えるが腕は立つ。
頼りない清川が陰獣会をまとめていられるのは彼の功績によるものが大きい。
大物だった初代に比べ人格的に劣る二代目の清川を息子のように可愛く思っている。清川が反乱を起こした際、鬼平に逮捕され刑務所送りになってしまう。
スペルエンペラー襲撃に際して薩摩次元組の西郷と共に本家の守備に就かせるため静也が保釈金を支払ったことから、静也からも高く評価されていることがうかがえる。
くすぶり
六本木陰獣会構成員。運が悪く、神に見放された男と言われる。医者に余命一日と言われ、アメリカン・マフィアとの抗争の際人間魚雷としてアレキサンダーの潜水艦に特攻したが生還。無人島にたどり着き、体調が回復する。帰国後、特攻の功績で六本木陰獣会幹部に抜擢される。その後愛人ができたが鬼州組の手先と知り、激怒。再び特攻役に志願し、鬼州組本部に特攻するが、爆弾が絡まり爆死。静也はカタギ時代にも関係があったため、彼の死には非難と共に悲しみを心の中で露した。
御手洗 清
仙台の新鮮組系楽堕会々長。
頑固な性格で、本部の指令に逆らい鬼州組系上潮組と抗争を起こす。加勢に入っていた龍宝が静也の命令で帰京したため殺される。
御手洗 桃子
御手洗清の娘。龍宝に一目ぼれし夜這いを仕掛けるが失敗。
父親が殺された後ソープに売られるが上潮組壊滅後、座王と結婚し二代目姐となる。
座王
楽堕会組員。
神輿担ぎで鍛えた力自慢の男。御手洗の死亡後も最後まで抵抗を続ける。静也の介入で上潮組が壊滅した後は御手洗の娘・桃子と結婚し二代目を継いだ。
鳥羽・伏見の戦いで多くの枝組織が離れたが、龍宝への忠義を貫いて函館での決戦にも参加した。
痛井 舞
博多の新鮮組系中州毒針組々長。
毒薬を塗った頭の角が武器。鳥羽・伏見の敗戦で弱体化したところに龍馬の九州侵攻を受け部下の筒本に組を譲り引退した。
斎藤 c始
c深川の幕臣組の客分で鳴戸の親友。
鳴戸同様、豪快で軽妙な性格だが高い実力を持つ。静也の父・勇足から盃を進められたが、断って幕臣組の客分となった。
静也の人柄に惚れて杯をもらいたいと申し出たが、自由人を束縛したくないという静也の考えから新鮮組の客分となっている。視力は両目共に2.0であり龍宝すら上回る戦闘力の持ち主。
かつて撫子という美人の妻を持っていたが、対立組織によって自身の車に仕掛けられた爆弾で死亡した。自分が死んだ時唯一泣いてくれる女だという理由で、亡くなった妻と同名の醜女の漫画家を彼女にしている。
鬼州組の東京侵攻の際に本家に殴りこんできた山野のヒットマンによって撫子が殺されたと思い込み、六本木の闇カジノでイカサマを見逃した恩義のある在日米軍兵から武器を調達し、大阪へ帰る途中の龍馬率いる鬼州組本隊を待ち伏せし、多数の組員達を一人で壊滅状態に追い込むも、弾薬に掃射された隙を突かれ多数の銃弾を喰らい死亡した。
山岡 鉄太郎
幕臣組若頭。
江戸時代から続くという目に見えないほど細い針を心臓につき刺す暗殺術を使う。
大鳥 京助
函館晴々会若頭。
最初は榎本と偽り、静也の器量を測り、その人物を試す。
折目 正
関東正気会二代目。
服部 勲太
静也の影武者。密偵としても働き、鬼州組四代目・坂本の病状もつかんでいた。Mr.Jによって静也の身代わりとなって殺害される。
服部 文太
勲太と同じ忍者の出で、静也子飼いの部下の一人。非常に忠誠心が強く、静也が鬼州組の大船団に特攻隊を仕掛ける作戦を話すと、その役目を買って出ようとした。

### デザイン業界

#### プリティ
以下は近藤が勤める下着会社プリティに所属する人物である。プリティは単行本41巻にて、ライバル社の社員から「東証二部にも上場していない会社のくせに」と言われる。ラムール・エテルネル社と合併し秋野が社長に就任した。
河合（かわい）
プリティの代表取締役社長。
一代で現在の地位を築いたが、好色かつ浪費家で、静也をクビにすると脅して愛倫を愛人にするなど手段を選ばない。女性絡みの失敗が多く、そのために幾度も会社を潰しかけている。
プリティの実質的な経営は副社長である妻によるところが大きい。傾いていた会社の業績が静也の「究極のランジェリー」によってV字回復したにもかかわらず、その金をすべて使い切るべく、愛人を複数抱え込もうとしたが、その矢先に心筋梗塞を発症した。妻から出された和解の条件として社長を引退した。
続編の「静かなるドン-もうひとつの最終章」では故人となっている。

河合 政子（かわい まさこ）
河合社長の妻で、プリティの副社長でもある。
無能な社長の陰で実質的に経営を行い、影の社長と呼ばれる。また川西が会社の金を使い込み家のローン返済等に充てたときも川西を責めることなく社内融資として処理し一切を許すなど賢女ぶりを発揮する。
静也の正体や秋野との間柄を知っており、その上で彼のデザイナーとしての将来性を買っているため、静也を会社に引き留めようとするが、静也が辞表を出したため、自分の隠し子という噂を流し、静也が堅気になることを条件に社長にしようとした。夫が心筋梗塞で倒れ引退した時に自分も副社長を引退した。
続編の「静かなるドン-もうひとつの最終章」では夫と死別したものの、元気に過ごしており旅行先のシンガポールで秋野と再会を果たした。

川西（かわにし）
デザイン部部長で近藤の上司。ストーリーの進行に沿って何度か出世や降格を経験する。
部下には厳しく上司にはへつらう典型的な中間管理職。元々下着デザイナーで、社内コンペで最終選考まで残るなど腕は衰えていない模様。管理職になってからはゴマすりで現在の地位まで出世したある意味努力の人。上司からの無茶難題に堪え忍び、遠距離通勤や、長期の住宅ローンなど、その生き方は静也にも少なからず感動を与え「ヤクザより強い」と言わしめている。
一向に給料が上がらず、家庭の状況はかなり厳しいようである。静也に対しては遅刻や欠勤が多くデザイナーとしての実力に疑問を抱いていることから、説教にとどまらずパワハラを行うこともあるが、一方で静也が大量に作ったデザインを残業して審査したり、ビールを奢ったりなど上司らしい面倒見の良さを見せることもある。河合社長の腰巾着だが、身代わりにヤクザに殴られ、リストラの一環として人間監視カメラにされてしまうなどロクな目にあっていない。
プリティの乗っ取りを企てた理江に唆され、役員を失脚させ自らが社長になろうと目論むも理江が手を引いたことで野望は水泡に帰す。逆に役員たちから糾弾されたものの副社長の温情によって処罰を受けることはなかった。
茨城に自宅を持ち、妻、高校生の息子、小学生の娘の四人家族で、「女房子供を食わせるためなら悪魔にだって魂を売る」と言い放つほどの家族思いであり、そのせいか、監視カメラ事件の時は帰宅出来ない彼のため、家族が深夜会社のロビーで誕生日を祝うほど家族の絆は強い。
リストラ危機を乗り越えたあと自分史を書いて出版社に持ち込んでいるが相手にされておらず、編集者との意見の相違で文豪の道を諦めたものの、文学的な表現を時折見せるようになる。
その後、長らく出世より遠ざかっていたが、ようやく取締役に出世。文句を言いながらもまんざらではない様子。
静也の慰留パーティの席では「無用の用」という言葉を用いて静也を会社に留めようとした。しかし、静也がデザインした究極のランジェリーを没にしそうになり河合社長や倉越専務から叱責されると静也に八つ当たりした。究極のランジェリーがヒットしたおかげで社内に居場所がなくなり、社長や馬場花子と組んで暗躍するが、内心では疑問を抱いている。プリティとラムール・エテルネル社の合併により取締役を解任され、元の部長に戻ったが給料は上がったために文句は無い模様。
続編の「静かなるドン-もうひとつの最終章」ではプリティを無事に定年退職し、子ども2人も結婚して自立したものの、妻に癌で先立たれた上、自身も年金だけでは生活していけず工事現場の夜勤の肉体労働で生計を立てる等、孤独な日々を過ごしていた。
そんな折、静也が設立したゲーム会社社長の白馬に誘われて契約社員として入社し、静也とも再会を果たした。なおこの時期にビラ配りをしていた地下アイドルにドはまりし、ライブを見に行ったり一緒に取ったフォトをラーメンに入れて一緒に食べたりしている(この姿に静也はぞっとするほど気持ち悪がっていた)。

逃野（にげの）
静也の先輩社員。
秋野が抜けた後はプリティのチーフデザイナーを務めていたが川西の出世により部長になった。妻が金目当てで金持ちの男性と再婚したため金持ちを憎んでいる(総長としての静也の画策により復縁)。
娘が一人おり、連載が進むにつれ歳を取っているが、援助交際をしようとしたことがあり(総長としての静也に救われた)、金銭的に裕福でないために家庭はうまくいっていない描写がある。口が悪く少々嫌味なところがあるが、コブ取り爺さんの話では、静也に手柄を譲ってもらったことを知り、ご褒美を辞退するなど男らしい面も見せる。
続編の「静かなるドン-もうひとつの最終章」では、秋野が去ったプリティで、なんと取締役に就任している（頭が少々さびしくなっている）

山中 満太郎（やまなか まんたろう）
男性デザイナー。
静也とほぼ同年代でお互い呼び捨ての関係。逃野にくっついていることが多い。女性にもてず合コンを繰り返している。
続編の「静かなるドン-もうひとつの最終章」に現在の所未登場である。

馬場 花子（ばば はなこ）
プリティの経理課に所属する女性社員。
経理としては有能でプリティの経費を一身で管理している。警視庁の刑事である兄に溺愛されている。
当初は静也にアタックしたこともあるが、静也には迷惑がられている。兄の介入もあり山本勘美と結婚するが、結婚したとたんにデザイナーとして低迷させてしまうなど恐るべきさげまんである。後に兄の部下である案条刑事と再婚するが、再び離婚。会社側の人間のギャグキャラクターとして欠かすことの出来ない人物でもある。
一万人に一人と言われるバンパイア破りの血を持っている女性でもあり、ウィザードをあっという間に老化させた。子供が生まれたことをきっかけに退職したが、経理主任が定年退職したために後継者の育成という仕事を与えられて会社に戻った。しかし、迫っていた若い社員がプレッシャーに耐え切れず辞めてしまい、また夫にも相手にされていないことから河合社長や川西の悪巧みに乗り、静也の究極のランジェリーのイメージを壊すため、モデルの馬場クリステルとしてデビューしようとしていたが明美の説得により翻意、会社の金庫番としてやり直すことになる。
続編の「静かなるドン-もうひとつの最終章」では鬼州組八代目となった骨手牛の愛人になっていたが・・・・・

石田 菜々（いしだ なな）
退社した秋野との入れ替わりでデザイン部に配属された新人。
当初は静也のことを先輩として尊敬するものの、静也がダメ社員と評されていることがわかると、とたんに冷たくなった。秋野が静也のことを愛している理由がわからず疑問に感じている。一方で、静也が危ない時には助け舟を出すこともある。
プリティに訪れた龍宝に一目惚れし、借金の取り立てと勘違いし龍宝に会いたいがために借金をしてしまう。

井伊 直子（いい なおこ）
河合社長が会社を女の王国にしようとした時にヘッドハンティングして川西に代わる部長として雇い入れた女性。
次々と社長の言うとおりに社員たちを首にしてきたが、静也を首に出来ないということで部長を降格させられてしまうものの、やる気のある社員を首に出来ないと社長に意見するなど自分なりの信念は持っている(もっともこれはデザイン部の部長になりたいという黒江の意見を社長がまともに聞いてしまったため)。
最終的に黒江が警察に検挙された事により自ら会社を辞めた。

倉越（くらこし）
プリティの専務。
妻とはすでに死別している。経営陣の中では割とまともなほうで、ラムール・エテルネル社との合併後は秋野に続く副社長となった。また、その際政子は専務の彼を後継者としなかったことを詫びているが、鷹揚と受け入れている。

時村（ときむら）
プリティの常務。
社長や専務の命令を下に伝えるだけの中間管理職のような役員。川西が転勤したときにはデザイン部の部長代理も務めた。時村が辞任したため、川西は取締役に昇進できた。

吉田 翔貧（よしだ しょうびん）
経理主任。
河合の女の王国計画の際、業務上横領の疑いで倉越とともに拘留される。副社長の話によれば定年退職した模様である。

黒江 並子（くろえ なみこ）
デザイナー。
河合社長と無理やり肉体関係を結び、会社の中で自分が有利な立場になるために河合社長を黒魔術によって操ったと思い込んでいた女性。
だがそれは河合副社長が入院したことを幸いに考えていた計画を実行に移そうとしたことと、タイミングがただ同じというだけの話であった。最後には負けを認めたかのように警察に検挙されていった。河合社長によると、「顔は最悪だが、名器だった」。

一条寺 由紀（いちじょうじ ゆき）
副社長の妹。一時開設された博多支社の支社長。
ヤクザの恋人が忘れられず、収監された福岡まで追いかけ、その地でスナックを経営していた。立ち直るきっかけを模索していた副社長により博多支社長を命じられる。元デザイナーで、立ち直ってからは京都のデザイン会社でやり直すことを決めた。

友野 朋子（ともの ともこ）
デザイン部の新入社員。
倉越専務の遠縁であり、デザイナーとしての静也にあこがれてコネを使って入社した。田舎育ちと両親の教育のせいで、クレジットカードを知らなかったり座敷童を信じたりするなど非常識なところもあるが純朴な女性。山中が好意を寄せていたが、彼女の両親は縄文人そのものの暮らしをしているためにあきらめた。

#### ラムール・エテルネル社
愛倫（アイリン）
姉・白蓮と共にジョン・ロンに養われていた孤児で、彼の死後に莫大な遺産を相続した女性。
姉と同様に纏足の処置をされており通常の歩行が困難であったが、静也に靴の中にパットを入れてもらったことで歩けるようになり同時に静也に対して好意を抱く。
ラムール・エテルネル社の設立資金を出資したオーナーで、後に社長となる。クロードという男との間に健という子供をもうけるが、アレキサンダーの部下ウィザードの手によって子供ともども殺害される。
岬 由里亜（みさき ゆりあ）
チーフデザイナー。
もとは妙が静也にデザイナーへの夢をあきらめさせるためプリティに送り込んだ女性で、両親の借金の取立てを抑えることを条件に従っていた。その後、秋野に引き抜かれる。
静也の二重生活を知る人物のひとり。
秋野の事をデザイナーとして経営者として大変尊敬している。秋野と静也の関係を公私含めて応援していた。ただし、煮え切らない両者の関係には苛立っており、時に静也のデザインした下着の酷評を含めて苦言を呈することもある。仕事の出来るキャリアウーマンタイプであると同時に家庭を持ち子供を保育園に預けて働くママであり、ある意味秋野が果たせなかった理想の女性像を自身の身で叶えた女性である。紆余曲折を経て最終話ではプリティ-ラムール・エテルネル合併会社の社長に就任した。
千代田
男性デザイナー。
デザイナーとしての秋野に憧れており、デザイナーの募集に応募して採用された。かなりの大柄で静也からは相撲部屋と呼ばれている。また、秋野の外出時にはボディーガードを買って出ている。
雨守
ハイヤーの運転手。
社長となり多忙となった秋野の運転手を務める。目立たないが秋野が新鮮組と関係していることを知る一人。

#### ダイオー
岩田
インナーウエア国内最大手「ダイオー」の専務。後に社長となる。
静也の人間性を評価しており引抜を仕掛けたが、デザイナーとしては評価していなかった。
根本 遼平
第二デザイン部室長。
デザイン部の切れ者として知られており、才能を見出した秋野をスカウトする。狭量な人格で、ダイオーの仕事よりもプリティの仕事を優先する秋野に対して緒地を担当者にする嫌がらせを行う。
島村 俊助
特別開発部主査付課長代理係長補佐。
つまりヒラ。アドルームの担当社員。
緒地 鉄太（おち てつた）
元デザイナーで島村の後任。
酒癖が悪い。秋野がヤクザと関係があることをダイオー本社へ密告し追い落とそうとするが失敗。その後秋野を逆恨みしチャイニーズマフィアの楊に暗殺を依頼する。プリティに再就職した日に暗殺が失敗したことを知り逆上。秋野を殺そうとして逮捕される。また静也の正体を知っている一人。

#### その他
山本 勘美（やまもと かんび）
元レマウンの専属デザイナーで秋野も憧れるトップデザイナー。
元々は猪首にあこがれる保毛田兄弟と共に「パンティの穴」にいた男であり、静也にその弱味を握られプリティの専属になるが馬場花子と結婚したとたんスランプに陥ったため成果は挙げられなかった。
その後失踪し京都の山の中でオーダーメードの下着職人となる。普段は強烈なボケ役ながら、周囲の発言に対して冷静な突っ込みをするなど頭が切れる一面も併せ持っている。馬鹿でスケベで変態でもあるが秋野と静也の仲を心配しお節介を焼くなど悪い人ではない様子。

イッセー尾山
通販下着の大手・セルシオールの社長でありデザイナー。静也の中の野獣性を最初に見抜き、忠告をしたこともある。
密かに好意を抱く新鮮組三代目の静也から「プリティの近藤静也をよろしく頼む」と依頼され、プリティとの業務契約を締結する過程で静也自身から正体を明かされる。静也がヤクザを辞め下着デザイナーになるよう画策するが、静也の立場を理解し諦める。

青田 真久里
大手ワコーレのデザイナーでプリティに引き抜かれたよう装って潜入した産業スパイ。
セルシオールがなぜプリティと業務提携を行ったのかを探っていた。過去にプリティ入社試験の最終選考で静也に破れ不採用になったことがある。
安井 京子
元プリティのデザイナーで専務の倉越と交際していた。
その後妊娠し、すでに一人身だった倉越から求婚されるがヤクザの兄がいるため身を引いた。さらに兄の借金返済のため自分のデザインした下着を着て浅草ロンドン座でストリップをしている。
彩 沢子
日本デザイナー界の重鎮で妖怪と呼ばれる女性。
サマンサ密子の秘密パーティーに秋野を呼ぶ。
佐々辺 晋作
紳士下着メーカー沖原商会のデザイナー。
交通事故で両親を亡くした遠縁の親戚の子を足長おじさんとして援助していた。秋野と知り合い結婚を申し込む。静也との関係を知っても手を切るべきだとして諦めなかったが、最終的には秋野が静也を深く愛していることを悟り、結婚式当日に自らを悪者にして破談にする。
忌中
紳士下着メーカー沖原商会の部長。
役職を盾にセクハラ、パワハラを繰り返す小物で、佐々辺に暴行を加えていたところを沖原商会の社長に見つかり、その場でクビを言い渡される。その後、新鮮組の上田から拳銃を購入し、佐々辺を逆恨みして命を狙うが、静也に成敗される。
大山
独立した秋野が最初に設立したデザイン事務所「アドルーム」のアシスタント。
訛りの強いしゃべり方をする大柄な女性。
中洲川 大吉
高名な下着評論家。
著書「間違いだらけのパンティ選び」で知られるほか、週刊誌で下着のコラムも連載している。秋野のことは、業界で知らないものはモグリだと言い切るほど高く評価している。

### 鬼州組
以下は鬼州組陣営に所属する人物である。鬼州組は関西の暴力団であり、3万人の組員を擁するという設定で、東西戦争前は横浜を含め西日本全ての暴力団を傘下におさめている。敵対組織は傘下にしない方針だが、龍馬はその慣例を破った。
続編の「静かなるドン-もうひとつの最終章-」では山野以下多数の組員が離脱して「真・鬼州組」を結成し、分裂している。

#### 歴代組長
坂本 健（さかもと けん）（四代目）
鬼州組四代目にて中興の祖、海腐によると「天下を支配する覇王」の器を持ち、その統率力で曲者ぞろいの鬼州組を一手にまとめ上げ着々と勢力範囲を広げていた。
末期癌に冒されており、静也の器量に脅威を感じ、自分の存命中に静也を倒そうと自ら大軍団を率いて東京遠征を強行するも、無理がたたり道中にて病死する。
白藤龍馬の父親。こちら凡人組にも少しだけ登場しており、そこでは彼がいかにして四代目になったかが描かれている(ただし龍馬のエピソードで凡人組のストーリーと決定的な矛盾が生じていることから、その経緯も別のものになっており、パラレルな扱いとなっている)。
沢木 全次郎（さわき ぜんじろう）（五代目）
坂本の生前は若頭として活躍し、死後五代目となった。
頭は切れるものの組を率いるにしては少し頼りなく跡目も芹沢や天王寺が有力であったが、五代目就任後は「関西の虎」と称され、優柔不断な面はなくなった。
第二次東京侵攻作戦においてフェリーから指令を出すも、静也の特攻によって顔に大やけど負う重症を負うも、静也を獲ると言う事に執着し頭部に包帯を巻いた状態で横浜・転生寺へ向かうが、亡くなった坂本の妻・龍子に真剣に惚れていた事もあり秋野の変装に動揺してしまい、鳴戸組の襲撃の混乱で恨みを持っていた汚田に後ろから頭部を狙撃されて死亡した。
海腐 雄二（かいふ ゆうじ）（六代目）
坂本四代目の時代に知恵袋として活躍していたが、長きに渡り刑務所にいた。しかし、生倉が独立一本宣言した際に海腐出所の報を聞いた際に震え上がって撤回した程新鮮組にも功績が知られていた。
19巻において刑務所より出所。その後は沢木五代目の若頭として辣腕を振るう。沢木が暗殺された後、鬼州組の六代目を務め、連載中最も長く鬼州組々長を務めた。京都府の出身。
剣の腕はずば抜けており、超一流の殺し屋であるMr.Jすら切り捨てた。また坂本の知恵袋と言われただけあり非常に頭も切れる。
登場当初はカタギを大切にし迷惑を掛けず、一人娘の彩子を溺愛する分別のある性格だったが、有能な後継者や組員が抗争で次々に死亡した上に彩子も静也と相思相愛になってしまった事から、新鮮組を倒すために手段を選ばなくなった(静也の会社に電話したり、直接乗り込んだこともあり、がんに冒された際には己の死を偽装して富士の麓で葬儀を行い霊柩車などで武器を持ち込み東京へ乗り込もうと画策した事も)。左手は大村の手下に襲われたときに少女を庇って負傷したため、義手である。
アメリカン・マフィアとの抗争後、自分では静也に勝てないことを痛感、自分の跡目を龍馬に譲ろうと考えている。
物語後半では肺がんに冒されていることが明らかになり、龍馬の指揮の下、鬼州組が関東侵攻を開始した頃には肉体的に別人のように衰えてしまった。しかし気力は衰えておらず、自分の命をかけて静也を倒そうと考え、糜爛ガスを原料に使った細胞毒を体に投与してまで生きながらえようとした。最終的に静也の首を求めて函館まで大軍を率いて遠征を強行する。龍馬が法王幻一郎を殺害してマイクロチップを奪い闇の権力者達のことを知って戦いを挑もうとしていることなど、海腐自分がヤクザに引き込んだがために龍馬が変わってしまったことを聞かされ、静也から「お前が龍馬の海を腐らせた」(海腐)と罵られ、ショックのあまり悲しみの中でこの世を去った。その後遺体は彩子が引き取って行った。
「静かなるドン-もうひとつの最終章-」では海腐組三代目として成瀬三樹夫が登場している。

白藤 龍馬（しらふじ りゅうま）（七代目）
海腐組若衆→海腐組若頭補佐→海腐組々長兼鬼州組若頭補佐→鬼州組若頭→鬼州組七代目
鬼州組四代目と妻龍子の息子だが、遠縁の漁師に自分の出自を知らずに育てられた。
暴走族の総長だったが、敵対していた暴走族に彼女の未希が輪姦され子供のできない体にされてしまう。それ以来更生し、大手建設会社の営業社員になる。しかし一本気な性格ゆえ上司とはそりが合わず、また上司の出世を結果的に阻んだため、上司が未希を脅して愛人とし、さらに上司と関係のあった新鮮組の引田らに腕を切り落とされそうになった所を海腐に助けられ、会社を辞めヤクザの道を歩むことになる。九州と広島を傘下におさめた功績で若頭に出世した。その後は殺人を命令したり、秋野を利用して法王幻一郎から秘密ファイルを見せてもらおうとするなど、計算高く打算的な、非情な一面も見られる。
鬼州組のトップとして東京侵攻を指揮している。しかし、彼の出自を知る静也との関係は単なる敵味方の関係を超えて複雑である。
明美が法王と交わした会話から、チップが法王の体内に隠されていると確信し、法王を殺害してチップを奪った。闇の権力者たちの秘密をつかんだようでチップの内容を利用して、闇の権力者たちに復讐しようと考えておりバベル・ザ・ドバイに時限爆弾を仕掛け爆破、報復に来たアレキサンダーを返り討ちにした。だが、秋野に諭されてからは暴力で立ち向かうのをやめ政治家の後ろ盾となって日本を変える決意をする。しかし、シシリアン・マフィアに攻め込まれ苦境に陥る。銀座の戦いで静也と共闘を果たすものの、チャック・グリードキンの指示によりプレデターから放たれたミサイル（恐らくヘルファイアミサイル）の攻撃により死亡したと思われていたが、続編である「静かなるドン-もうひとつの最終章-」では・・・・・
骨手牛 昇（こってうし のぼる）（八代目）
獅子王連合若頭。武闘派。人間嫌いの愛牛家。得意技は両こぶしから繰り出されるブレーンクロー「頭ぎゅー(神戸牛)」。
並外れたスタミナ耐久力の持ち主で、ピストルで撃たれたり石などで殴られても動じない。異蔵、静子、鳴戸を相手にもしない強さを誇った。また耐久力の高さから鳴戸を生け捕りすることに成功する。頭もよく回る(単行本第98巻カバー折返で作者は「文武両道の英傑」と述べている)。幼少期には親に虐待され家出し牧場の牛の乳を飲むことによって生き延びた。成長するとヤクザから金を恐喝して生活していたが、大勢のヤクザに囲まれていたところを獅子王に拾われる。ホルスタインの牝牛である花子を飼っているがメタボーニの配下の手によって誘拐され、焼肉にされて食べられてしまった。そのときに誤解から馬場花子に惚れられてしまうが、兄の馬場警部に対して自分のヤクザ稼業ゆえ家族を持つつもりが無いことをはっきりと宣言して別れた。なお、彼自身は馬場花子に対しては「彼女ほどかわいい女はいない」といっており少なからず思っている。最終回で静也からメモリーチップのマスターを受け取り正式に八代目に就任、静也と五分の兄弟分の杯を交わして東と西の大同団結を成し遂げた。
続編の「静かなるドン-もうひとつの最終章-」にも八代目として登場するが、玉田珠子に暗殺される。

#### 最高幹部
獅子王 一徹（ししおう いってつ）
獅子王連合総裁。本名白藤 一徹。関西極道界の御意見番的な存在で、龍子の父親でもあり、鬼州組の当代もこの人の意見にだけは耳を傾けなければならないほどの超大物。組員達が全滅して戦力の無くなった海腐や龍馬達の前に現れ龍馬の盃を受けると宣言し龍馬の配下となった。龍馬専用の特注リムジンを用意するなど、口では言わないものの人の親的な部分も覗かせている。
普段は神戸の城のような要塞の自宅からほとんど動かないが有事の際は表に出てくることもある。龍馬の祖父。アレキサンダーが再び攻めてくると老いを自覚するようになり骨手牛に獅子王連合を継がせ相談役に退いた。シシリアン・マフィアとの戦闘が始まると死に場所を求め単身、メタボーニを狙うが返り討ちにされる。遺体は棺に入れられ神戸の自宅まで送りつけられた。
坂本 龍子（さかもと りゅうこ）
鬼州組四代目・坂本の正妻。獅子王総裁の娘で龍馬の母。容貌はプリティ・秋野明美と瓜二つである。
坂本亡き後、鬼州組五代目姐となる。静也に思いを寄せ、プリティの社員が社員旅行で香港に行ったときに静也を追いかけ香港に渡り、静也と一晩を共にした。しかし、静也は龍子を秋野と間違えており、龍子は後にその事を知って激怒し、新鮮組掃討の命令を出す。個人的な恨みで抗争を起こしたことが明らかになると、その責任から鬼州組における権力を失った。
子分たちに囚われた秋野を服を取り替えて逃がしたが、その結果人違いされたまま、大量に麻薬を打たれた上で全身に金粉を塗られてストリップに立たされ、さらには正気を取り戻して万間を鎖で殴るも逆に刃物で腹部を刺され、悲惨な死を遂げる。死んだあとはせめて堅気に戻りたいとの思いから、母方の白藤姓を名乗ると遺言状にしたためており、「白藤龍子」として弔われる。死後も龍馬と絡んで物語のキーパーソンとなる。
胡麻田（ごまだ）
四代目時代からの鬼州組幹部。その名の通りゴマスリだけで成り上がった人間で、非常に臆病。ただし悪知恵には長けており海腐が六代目に就任した頃は良く思っておらず、度々暗殺しようとしたこともある。モデルは植木等の日本一のゴマスリ男シリーズから来ている。
坂本時代は序列は下から数えた方が早かったが、失脚した天王寺の組員を吸収し勢力を伸ばし、六代目海腐時代には鬼州組で最大の派閥を持つ。
また一時期、生倉と兄弟分の契りを交わした事もある上、組内での立場が危うくなった時は新鮮組に身売りしようとした。また浪費家の嫁と幼い息子がいる。
アレキサンダーとの抗争の際に組長代行の座に付くがその臆病さで自分には務まらないということで、すぐに辞退した。
その後は大村と結託して海腐を消そうとするなど七代目を狙い色々画策を行うものの、当時胡麻田組は鬼州組最大派閥だった為に追い込む事で影響が出かねなかった事で海腐に目こぼしされるも、後継者たる龍馬の台頭で完全に勢いを無くし、さらには海腐の和平策を阻止する目的で先の裏切り行為を突きつけられた末、参念尼から井上共々サブマシンガンで蜂の巣にされ殺害された。
大村 鬼次郎
海腐のライバルと目されていた男。
坂本四代目のもとで天王寺や沢木、芹澤といったそうそうたるメンバーの中で働いていたが、自分の欲望のために杯を交わした兄弟分を対立組織に売り渡したため獄中で坂本から破門を言い渡された。
破門を解除させるべく刑務所で知り合った胡麻田を利用して彼を七代目に据えることで返り咲こうとしていた。異蔵を利用して海腐の娘・彩子を誘拐させるなど手段を選ばない外道であり、最後は海腐の手で斬り殺されてしまう。　　　
影虎
海腐の秘蔵っ子で、東の龍宝に対して西の影虎と並び称される男。鬼州組でも戦闘集団として名高い会津白虎会総長を務める。
海腐への忠誠心は高く、アレキサンダーとの抗争では様々な場面で海腐の危機を救う。龍宝と同じくらいの実力を持っていると推測され、極道としてのけじめ、実力をまざまざと見せ付けた。
龍宝を追い詰めた際にも外道な同胞ではなく自ら止めを刺そうとするなど、好敵手には敬意を払う性格(同じく龍宝も影虎を評価していたことが話の端々でわかる)後に海腐と共に戦うヒットマンたちにも慕われていたことからカリスマ性もあったと思われるが、アメリカン・マフィアとの抗争で死亡した。
不渡 哲也
六代目海腐の最初の若頭。若手ながらその力量を見込まれて海腐が跡目を託そうとした。非常に近眼。
七代目襲名の為の手柄として新鮮組に決戦を挑むが、戦い慣れしていない事が災いし死亡する。彼の死を海腐は惜しんでいた。
山野 穴太
登場当初は鬼州組幹部としては低い立場だったが、連載が進むにつれ順調に勢力を伸ばしている。
静也の妹、静子に顔をやけどさせられ、額に尻の皮を移植した。だが山野穴太はそら怖く災い為すと人は言う。長らくサングラスを取った顔を見せなかったが、龍馬登場時からは外すようになってきている。
当初は胡麻田とつるんでいたが死後は完全に龍馬に従っていた。しかし世界を支配する二つの一族に戦いを挑んでいることを告白されると龍馬を見限り他の幹部とともに鬼州組を割って出て行こうとした。だが、直後にアレキサンダーたちに襲撃され止む無く留まる。自宅をシシリアンマフィアに襲撃されるが戦後処理係として生かされる。銀座の戦いで死亡した龍馬の跡目を継いで、新鮮組との抗争継続を表明するが、静也が骨手牛にチップを渡したことにより七代目代行を追い落とされる。
続編の「静かなるドン-もうひとつの最終章-」では骨手牛の八代目就任に不満を抱き、多数の組員を引き連れて離脱し、「真・鬼州組」を結成しており、10年間体制を維持している。静也は山野の器量では骨手牛に切り崩されると思っているが、10年も体制を維持していることを不思議がっていたが、龍宝信虎をバックに暗躍している。
芹澤鴨次
四代目鬼州組若頭補佐。組員5000人を抱える芹澤組々長でその戦闘力と統率力の高さから坂本から五代目の器と目されていた。
坂本に命じられ静也打倒に赴き、新鮮組を苦しめるが静也の「瞼の母作戦」に引っかかり精神を破壊されてしまった。その後の芹澤組は胡麻田の作戦で海腐襲撃の容疑を掛けられて破門させられるなど完全に落ち目になってしまった。好物はメロン。実家は夕張のメロン農家だったが、少年期に商品のメロンを盗み食いした事が父親にバレて叱られた際、仲裁に来た母親にまで父親が手を上げた事に立腹し、父親の頭部を包丁で切りつけて少年院送りになった過去がある(事件後母親は行方不明になった)。常にサングラスを外さないが、その下の瞼には生き別れの母親の写真が張ってある。
天王寺 亀之助
四代目時代の本部長。序列的にはNo.3だったが最大派閥の天王寺組を率い、五代目候補としてその勢力は当時若頭だった沢木を上回っていた。
腹心の万間正造の活躍と派閥力で沢木を差し置いて、五代目を継ごうとする。しかし、静也を殺害する為に秋野を誘拐する提案に乗ったのが仇になってしまい、その立案者たる万間が龍子を殺してしまったため失脚、天王寺組は解散した。　
鬼神
京都の鬼州組系伏見奉行組々長。
長い間服役していたが、留守中の妻の活躍もあり胡麻田に次ぐ副本部長に就任する。しかし、特に活躍することも無く本部を襲撃してきた雄琴に射殺された。
鬼神 藤乃
伏見奉行組の姐。通称鬼子母神。
夫の服役中、組を預かり、組を成長させた女傑。海腐から龍馬の身辺を守るよう託されているが、龍馬からは疎まれている。
女好きの河合社長を利用し静也に近づいたり、男を何人も破滅に追いやった凄腕のホステスを使ったりするなどの搦め手を得意とする。夫が死んでからは新鮮組を深く恨んでいる。
函館戦争には参加しなかったが世界の洗濯の手始めに日本を変えるとまで発言し始めている龍馬に内心恐れを抱き始めている。シシリアン・マフィアの黙示録の四騎士ウィザードに殺害された。
参念尼組々長
胡麻田組傘下の女組長。読みは「さんねんにくみ」
尼から極道に転職した女極道。MP5K PDWサブマシンガンをメイン武器とする。
東京侵攻の口実のため、海腐の命で新鮮組の仕業に見せかけ胡麻田と井上を殺害。さらにその代行に収まったが、龍馬にこの事を悟られ火蝶を絶縁出頭させるハメになり、さらには富士の戦いにて勝の策略による包囲戦の中で頭を撃ち抜かれ死亡した。
讃岐 一玉
高松の鬼州組系宇丼組々長。
執行部若頭補佐で末席ながら執行部に席を持つ幹部の一人。その座を狙う井上に騙し討ちされる。
暴利 元成
広島の暴利組々長。
毛利元就のような頭脳を全て金儲けに使い、悪徳金融を経営している。かつて腕を切り落として首にした元組員から恨まれて娘を誘拐され、龍馬がその解決に尽力したため鬼州組に寝返った。資金面から鬼州組の富士最終決戦をサポートする。
龍馬が世界皇帝を相手に戦いを挑むことを宣言しても共に戦うことを決めた幹部の1人だったが、シシリアン・マフィアに襲撃され殺された。
高取
九州最大の独立組織、馬牛組元若頭。
龍馬の九州侵攻の際、組長の高杉に対しクーデターを起こし鬼州組に降る。その後は龍馬の側近として働く。
龍馬が世界皇帝を相手に戦いを挑むことを宣言しても共に戦うことを決めた幹部の1人だったが、シシリアン・マフィアに襲撃され殺された。
森勢
小倉の名門、漫賛会元理事長。
高取と共に龍馬に臣従し、その側近となる。抗争などで興奮するとリンゴのように顔を真っ赤にして部下に手榴弾(パイナップル)を持っての突撃を命じるため「悪魔のフルーツポンチ」の異名をとる。女好きで暴利が用意したソープ嬢にハマる。
龍馬が世界皇帝を相手に戦いを挑むことを宣言しても共に戦うことを決めた幹部の1人だったが、シシリアン・マフィアに襲撃され殺された。
井上 悶太
胡麻田組々員で、駒田の舎弟。龍馬とは暴走族時代からの敵同士だった男。暴走族時代に龍馬に惚れていながら相手にされず逆恨みした絹江に頼まれて未希を輪姦した張本人。
幹部の椅子ほしさに雷電に罪を着せて宇丼組の讃岐を殺害し、幹部の地位を手に入れた。しかし、海腐には龍馬への心情を含めすべて見抜かれており、最終的に海腐の和平策つぶしのために利用されて胡麻田共々参念尼に蜂の巣にされ殺害された。
元大幹部の天王寺のシマを任されていたほか、山野や讃岐など幹部の中からも高い評価を受けており、その人間性はともかく極道としては無能ではなかった模様。

#### 幹部および構成員
長州 金五郎
千葉の鬼州組系長州会々長。
新鮮組二代目・勇足の命を奪う。手打ちにきた(実際は降伏勧告だが)静也に対し土下座させた上「靴下を舐めろ」と言うなど器の小さい男。
鬼斬 一（おにぎり ひとつ）
芹沢組突撃隊長。その名の通りおにぎり頭。
鳴戸に重傷を負わせるなど新鮮組を次々と破るが「まぶたの母作戦」で錯乱した芹沢に眉間を打ち抜かれ絶命する。
駒田 狛史
胡麻田組のNo.2。
初登場時はただのごますり男だったが、連載が進むに連れて戦闘要員に。軍用ライフルM16をもって、新鮮組本家に殴り込みを掛けたこともある。
鳥羽・伏見の戦いで新鮮組が敗走後、東京に攻め込もうとしたが失敗し、恥をさらすことを良しとせずに自殺した。

万間 正造（まんま しょうぞう）
天王寺組若頭。別名「イケイケのいったまんま」と言われる武闘派で、天王寺が最大勢力を誇るのも彼の存在による所が大きい。
高校時代に憧れていたミヨちゃん(浅薄美代子)を東京からの転校生に奪われた事で、東京に激しいコンプレックスを持っている。
龍子が秋野とすり替わったことに気づかず、ストリップに立たせた上、刺殺してしまう。それにより天王寺が失脚し、自身も同時に破門され警察にも収監されるが単独で静也の命を狙い続け、脱獄し東京に行ったところミヨちゃんと再会した。
通称「鬼州組のターミネーター」と称されるだけあり、目玉を串刺しにされたうえ肩を銃で撃たれ、さらに車で轢かれても生きていた。しかし、Mr.Jによって頭部と首にナイフを突きたてられたままミヨの元へ戻り、ウルトラマンの「シュワッチ」という掛け声とともに飛行ポーズを取りつつ倒れこみそのまま死亡という壮絶な最期を迎える。双子の兄に猛がいる。
万間 猛（まんま たけし）
広島の鬼州組系南華呉組々長で正造の双子の兄。弟とともに「不死身のウルトラ兄弟」を自称する。
正造の不祥事の巻き添えで出世コースから外された。驚異的な生命力を持ち弟に比べ知性も併せ持っている。正造や沢木五代目の仇を討つため鬼州組の先頭に立ち鳴戸を追いつめるが頭部を刺され、ウルトラセブンの飛行ポーズをとりながら崖から飛び降りて死亡。
夜泣きの銀次
海腐と共に出所した彼の右腕。登場時、ひぃ〜んひぃ〜んという擬音語が描かれる。口の中に拳銃を隠す事が出来る。
沖田の家族を人質に取り自殺を強要し殺害。転生寺での戦いにおいて、沖田にさせたのと同じ方法での自殺を鳴戸に強いられるも自分では死にきれず、猪首に口の中にバルカン砲を突っ込まれ撃ち殺された。
岡羅 異蔵（おから いぞう）
元々は坂本四代目によって破門された大村の子分だった男で、かつての戦争で対立組織の人間を20人以上殺害。死刑判決を受けて執行されるものの、蘇生して看守を殺害。フィリピンに逃げていた。
全身の急所に鉄板を埋め込んでおり、心臓の位置も左右逆で、15分の呼吸停止に耐える強靭な心肺機能を持っている男。かつては北新地の恐怖と呼ばれており、あの万間正造でさえ避けて通ったと言われていた。
新鮮組との抗争の後、静也の妹静子に命を救われて静子を愛するようになる。関東正気会の座敷牢に幽閉されていた静子を奪還したのち、上海に逃げていたが、静子の病気を龍馬に助けられ、「新蔵」と名前を変えて龍馬の子分になる。
かつて大阪戦争の際に自分のために働かせながら、あっさり死刑執行書にサインした元法務大臣の法王幻一郎を恨んでいた。後に龍馬とともに法王の住居を襲い殺害、龍馬の命令により、静子と共にバベル・ザ・ドバイの時限爆弾工作に成功するが、得体の知れない組織に追われることを恐れた獅子王の命令により、骨手牛率いる親衛隊組織に蜂の巣にされ、絶命した。
汚田 信長（おだ のぶなが）
愛知の鬼州組系汚田組々長。
普段は為替取引や株取引、金融業などをシノギとする経済ヤクザ。名前の通り織田信長と天下布武の入れ墨を入れており、知的にふるまい標準語で話すなど冷静を装っているが、本性は女性を痛めつけるのが趣味のサディストで、値張の敵を取るため接近してきた理江に全治3か月の大怪我を負わせた。が、その割には小心者でもあり、新鮮組本家へ襲撃した際にお妙がぶらさげたニトロに怯えていた。
興奮すると名古屋弁でしゃべり、大久保に「みゃーみゃーうるさい奴」と評される。
第二次東京侵攻作戦において独断で新鮮組本家を襲撃した事で沢木に謹慎を命じられたが、龍子への想いを引きずり「金融屋」と蔑まれていた事で沢木の事を内心恨みを抱いており、転生寺の戦いにおける鳴戸組襲撃の混乱に乗じて、沢木の頭を背後からライフルで撃ち抜いて殺害した。
しかし、六代目となった海腐の誘導尋問に引っかかり、堂々と沢木の殺害を白状したことでその場で海腐に斬首される形で斬り捨てられた。
値張 納堂（ねばる なつどう）
水戸の鬼州組直系水戸天狗組二代目。
水戸に戻った理江を愛し、理江もその気持ちに応えようとしていたが、幼少から病弱で、病気のためインポとなり、そのことを気にしていた。
地上げを得意とし、プリティを乗っ取りその土地を売却しようと目論んでいた。静也が手を引かせるために水戸にきた際、インポを指摘され、静也に復讐を誓う。鬼州組本部に復讐の協力を依頼しに行った際に失禁したことで恥をかき、当時の組長の沢木に愛想を尽かされ、単身新鮮組に殴り込みを掛け生倉や肘方らに全身を蜂の巣にされるも、(生倉によると)PCPを投与した為か痛覚喪失状態になっており、多数の新鮮組々員を殺傷した後に立ったまま絶命。その壮絶な死に様から死して評価を得る事になった。
なお水戸天狗組は理江が跡を継ぎ、三代目となった。
土手 正宗（どて まさむね）
会津白虎会傘下の上潮組々長。
東北の楽堕会を攻めるが若頭の黒田を陥れて楽堕会に殺させたことが知られてしまい、その卑劣さから影虎や組員に愛想を尽かされる。行き場を失い胡麻田に拾われた。胡麻田の死後は登場しないため、どうなったのかは不明。
鉄夫と宗次
幼少のころに海腐に拾われて以来、絶対的な忠義を抱く二人のヒットマン。アメリカン・マフィアとの抗争において海腐を守るため海腐に麻酔を嗅がせ、代わりに戦い死亡した。
御影 倒志
博多の鬼州組直系抜天会々長。
九州でも有名な武闘派組織のトップで中州毒針組と対立している。一度静也の男気に惚れ新鮮組の杯を受けるが、鳥羽・伏見の戦いで三次組織を使い捨てにする戦い方に失望し、鬼州組に戻る。
猪口才 才志
別府の鬼州組直系猪口才組々長。
九州での鬼州組最大組織を束ねる男。新鮮組になびいた抜天会の御影を襲撃し、警告を与える。さらに報復に来た中州毒針組の痛井を捕らえるが、一人で痛井を奪還しに来た静也に降り、生倉の杯を受ける。後に新鮮組の戦況が悪くなると鬼州組に戻った。
中岡 豪太郎
龍馬とは子供の頃からの友人で龍馬に付き合う形で暴走族、極道となった。龍馬にはどこまでもついていきたいと願っているものの、龍馬の出世が著しいため少しさびしい思いをしている。富士の最終決戦において新鮮組によって他の組員達と一緒に殺されてしまう。
岩崎 与太郎
龍馬直属の組員。国立大学の経済学部を首席で卒業した男。
企業を相手にしたシノギに長け、経済面から龍馬を支える。中岡と同様に富士の最終決戦において新鮮組によって他の組員達と一緒に殺されてしまう。
火蝶
参念尼組行動隊長。
海腐と参念尼組々長による胡麻田殺害のからくりに気づいた龍馬によりすべての責任をかぶらされ絶縁処分となる。
新開 亨
獅子王連合若頭補佐。
木戸 荒淫
獅子王親衛隊々長。鳴戸と人質に取ってうずしお軍団を殺害したため龍宝からは仇として狙われ続けている。
いつでも死ねるように女遊びを極めている。
銀座のマフィア抗争で共闘することとなっても龍宝からは恨まれ続けていたが、全身に巻き付けた爆弾でゴモラと相打ちになる形で死亡し、龍宝にもその侠気を深く刻みつけた。
朝辰
朝寝会々長。遊郭に売られた秋野を探しに単身乗り込んできた静也を取り逃がす大失態を犯す。大幹部が次々と戦死したために器量も意欲も能力もなかったのに選ばれてしまう。誤解が重なって功労者となり出世するがシシリアン・マフィアに襲撃され殺された。
真田 雪村
歴史おたくの朝寝会組員。仲間から小ばかにされていたが大阪城の隠し通路を発見し鳴戸組を発見する。このことで出世し、アレキサンダー戦では総大将代行として大阪で指揮をとる。この際、地味ながらもマフィアを日本から退ける手腕を発揮したことで骨手牛からは高く評価されている。
朝辰が殺されると跡目をつぎシシリアン・マフィアと戦う。シシリアン・マフィアの黙示録の四騎士シミッターレに殺害される。

### 海外マフィア

#### チャイニーズ

##### 九竜
台湾、香港、中国などのマフィアを吸収しアジア全土に構成員50万人を持つ巨大組織。幹部のジュチ・ヨンピルがクーデターを起こして長老たちを皆殺しにし実権を握ろうとするが、組織を掌握できず群雄割拠状態になった。
ジョン・ロン
世界的ファッションデザイナーとしての顔を持ち、秋野の憧れでもある。組織では資金洗浄を担当。
そのイケメンぶりは静也が嫉妬したほどだが、若い頃這い上がるために、金持ちのマダムたちに体で奉仕してきた結果、後遺症として女性を愛せなくなってしまった。
九竜と鬼州組による策略から静也を救うために密告したため、胡麻田によって利き腕を潰され、デザイナー生命を絶たれてしまう。自暴自棄となったところを秋野の助けで持ち直し彼女への愛を自覚する。マフィアとして失脚し組織から命を狙われ逃亡を図ろうとした矢先、静也が鬼州組によって囚われの身となった事を知る。秋野の想い人である彼を窮地から救う為、マフィアの戦闘部隊を道連れに壮絶な爆死を遂げた。その死はマスコミによって大々的に報じられるが、静也と馬場警部の計らいにより裏の顔は伏せられファッションデザイナーとしての名誉は守られた。
ジュチ・ヨンピル
チンギス・ハーンの末裔を自称する男。
チャイニーズ・マフィアの長老たちを殺害して権力を握ったが、長老たちの残党グループと戦いきれなくなり日本に逃げてきた。日本では鬼州組と組んでいたがそのアホさ加減から海腐にも見捨てられてしまい最後にはコロンビア・マフィアを頼って逃げようとするが、先回りしていたコルレオーネの手によって撃ち殺された。
趙大人
宝石商としての顔を持つ日本支部の頭領。
組織を裏切ったジョン・ロンを匿う。そのことをジュチに咎められると堂々とジョン・ロンを弁護し、彼の名誉を守った静也に感謝すると答え、その場で殺される。
白蓮
愛倫の姉で組織でも指折りの殺し屋。
愛倫と共に奴隷とされていたところを救われたジョン・ロンを愛しており、彼を殴った静也を許すことができず暴走、単身新鮮組本部を襲撃するが殺される。
ロケットマン・漢（ホン）
ジュチの部下の殺し屋。
背中にしょったロケットで空を飛ぶ。元スパイで変装の名人でもある。
龍宝になりすましてコルレオーネを襲撃し、新鮮組とシシリアン・マフィアを争わせようとした。最後はジュチと共に逃亡を図るが、ドンファンによって捕えられる。
クリス
ジュチの部下の殺し屋で、国際指名手配されているテロリスト。グリーンベレー出身の元傭兵。
相方であるマイク、パオの2人の殺し屋と共に、静也の命を狙う。馬場刑事と協力した静也によりアジトを襲撃されるが単身脱出、逆に静也を誘拐するが、彼を救うためにやってきたジョン・ロンの自爆に巻き込まれて死亡。

##### 上海
孫虚空
法の裁けぬ悪を裁く「上海殺技団」首領。
海腐に頼まれ師匠として孫子の兵法や剣術などを龍馬に伝授した。海腐の剣の師匠でもある。
琳琳
孫虚空の孫娘。
驚異的なほど柔軟な体を持つ格闘家。龍馬に好意を持つ。
猛角
有名な泥棒。
何度も龍馬に捕まるが、そのたびに許されたことで心酔し部下となる。
牛金
政府の高官とも繋がりのある大富豪。
少女を誘拐してはチャイルド・ポルノに売り渡していた。上海殺技団に成敗される。
董卓・張角
共にマフィアのボスで互いに対立している。
張角は上海に潜伏していた異蔵を使い董卓を始末させるが、自身も異蔵の口封じを狙ったため逆襲に遭い殺される。

##### 香港
曹操
香港マフィアのボス。
新宿の三国一飯店を本部にしてシャブをばら撒いていた。秋野をシャブ漬けにして香港に売り飛ばそうとしたため静也の逆鱗に触れ、壊滅させられる。
孔明
曹操の参謀。
関羽、張飛
曹操のボディーガード。国際指名手配を受ける超A級のヒットマン。
普段は三国一飯店で三国志のショーをしている。馬に乗って新鮮組本部を襲撃したが失敗した。張飛は猪首に、関羽は鳴戸にそれぞれ敗れる。

#### シシリア
作中では、シシリア島民500万人の半数がマフィアに関係するとされ、無限に戦闘員を補給できるためどの犯罪組織も抗争を避けている。世界皇帝リチャード・ドレイク5世の陰謀によって鬼州組と全面戦争に突入する。
ロベルト・コルレオーネ
表向きは下着会社の社長をしているシシリアン・マフィアのドン。両頬に瘤ができており、その瘤をとるために来日した。静也とは当初誤解から敵対するが、下着デザイナーという共通点があったため静也を「マイ・サン」と呼ぶまでに親しくなる。
病気で亡くなるが、棺にアレキサンダーによって爆弾を仕掛けられる。
マイケル・コルレオーネ
ロベルトの凶暴な息子。ジュチの策略に乗り、静也を殺すために新鮮組のシマで暴れまわる。後に静也とロベルトが和解した後、部下と共にジュチのアジトを襲撃するが返り討ちにされ、遺体はコンクリート詰めにされた。
パーミラ
ロベルトの本妻。常に死と隣り合わせの生活を送る夫や息子を心配するあまり酒に溺れ、アルコール依存症になってしまった。息子の死を聞き、服毒自殺を図っている。
ジュゼッペ・メタボーニ
シシリアン・マフィアのゴッドファーザー。表向きはイタリアの首相で第二次大戦中はレジスタンスとして連合軍に協力してファシストと戦い、絶大な権威を持つ。隠し子のアレキサンダーの遺体が愛人の元へ届けられたことに激怒し総力を挙げて龍馬抹殺に乗り出す。
若い頃から肥満体であり数々の暗殺にも脂肪が防いでくれた。実はレジスタンス時代からアポロニアに逆らえず、鬼州組との抗争もアポロニアの独断ということを終盤近くまで知らなかった。最終的にはチャック・グリードキンからプレデターからのミサイルで暗殺されかけた事からも、アポロニアから首相と政治家辞任とマフィアのドン引退を通告されて承諾し、アポロニアと静かに暮らすことを決断した。
アポロニア
メタボーニの年老いた愛人にしてアレキサンダーの実母。世界皇帝の手の者によってアレキサンダーの遺体を送られたことで鬼州組との抗争を決意、都心での新鮮組も含めた戦争を行う。世界皇帝に騙されていた事実を知り、チャック・グリードキンにプレデターからのミサイルを使って暗殺され掛けた事で、メタボーニとともにマフィアから足を洗って2人で静かに暮らすことを決断する。
表向きはメタボーニがシシリアン・マフィアのドンとなっているが、実際は彼女こそが真の組織のボスで、若い頃ナチスドイツに対して抵抗運動を行っていた際に、ナチス親衛隊に捕らえられ暗殺者として肉体改造され、逃走したという過去を持つ。
そのため、単身で龍馬や龍宝はおろか、秋野が殺害されたと思い暴走状態に陥った静也とも互角に戦える程の実力を持っている。
カポ
シシリアン・マフィアの幹部。敵の前には顔を見せない。
日本に派遣され龍馬抹殺の指揮をとるが、度重なる失敗から見限られダビンチに感電死させられる。
ムッチリーナ
シシリアン・マフィアの殺し屋。お尻に太陽光を吸収して発光・発熱する特殊体質の持ち主。
上記の発光で敵の目をくらませながらの破壊工作を得意とするが、常時尻が熱を帯びているために下着やスカートを履くことができずお尻丸出しの服装をしている。
新鮮組本家に乗り込んだ際、猪首に一目惚れして「イーノ」という愛称で呼び、付きまとうようになる。銀座での抗争でも猪首と戦うことはできずに降伏、後に決着を付けに行った静也と同行し、後にシシリアンマフィアの幹部へと昇格する。
ベッピーノ
シシリアン・マフィアの殺し屋。長髪の大男で、その長髪を用いて標的を絞め殺す攻撃を得意とする。
単身で骨手牛と互角に渡り合う強者であり初戦では痛み分けに終わるが、再戦時に弱点を見破った骨手牛に捕らえられ龍馬に射殺された。
イタリアの種馬
シシリアン・マフィアの殺し屋。名称不明。
両手に靴をはめて殴るという変則的な戦い方をするが戦闘能力は高く、龍馬やアポロニアからは黙示録の四騎士よりも強いと評価された。
銀座での抗争では静也に鼻を切り落とされながらも生き残り、幹部へ昇格した。
アントニオーニ
黙示録の四騎士の1人。絶世の美男子であるが男色で、ダビンチと深く愛し合っている。
唾液・血液などすべての体液が猛毒である特殊体質で、手の甲をひと舐めしただけでも命に関わる。
銀座での抗争にて、ダビンチとの連携攻撃に失敗してともに爆死した。
ルカ・ウィザード
黙示録の四騎士の1人。アレキサンダーの四天王であるウィザードの兄であり、同様に吸血鬼。
弟を殺した静也を恨んでいる。血を吸った相手を操る能力を用いて藤乃を使い龍馬を殺そうと目論むも、藤乃の強い精神力を操りきることはできず失敗する。
銀座のマフィア抗争において静也を狙うが、執拗に切り刻まれて重傷を負い、朦朧とした意識のまま馬場花子の血を吸ってしまった上、恐怖のあまり彼女の失禁を浴びたため灰となり消滅した。
ブルーノ
黙示録の四騎士の1人。人並外れた石頭の持ち主。糸で敵の口と鼻を縫って窒息死させる技を用いる。
銀座での抗争にて、骨手牛と激しい戦いを繰り広げるも限界を超えた頭ぎゅ～に自慢の石頭も耐えられず敗北。死亡した。
シミッターレ
黙示録の四騎士の1人。装着している者さえも透明になる鎧で全身を武装しての暗殺を得意とする。
本来は漫画家志望で、試行錯誤の末に開発した修正液が透明な鎧の元となっている。
大ファンである星撫子からサインを貰った直後、骨手牛の報復を受けて死亡した。
レオナルド・ダビンチ
シシリアン・マフィアの参謀。アントニオーニと深く愛し合っている。
アントニオーニの体液を唯一無効化できる解毒薬「モナリザの微笑み」を偶然作り上げた他、様々な兵器を開発している。
銀座での抗争にて、アントニオーニとの連携攻撃に失敗してともに爆死した。
ゴモラ
シシリアン・マフィアの一員で銀座での抗争における隊長。アポロニアのことは幼少期から慕っている。
銀座での抗争にて多くのヤクザを殺害するも、爆弾を巻いた木戸の特攻により死亡する。

#### フランス
ペペル・モッコリ
パリ一の大盗賊で窃盗団のボス。珍妙な名前から、静也からは冗談と思われた。
盗みに誇りをもち、殺人は犯さない。ファルコンの行方を追っており、秋野を救うためにフランスへやってきた静也と共闘する。
ナディンヌ
男の心を盗むことに長けた美貌の女。パリに来ていた山本も被害に遭っている。
「ロワールの星」という宝石を手に入れるために静也に近づいたが、逆に利用されただけでなく、静也に心を奪われてしまう。
ファルコン
ダイヤを奪うために秋野を攫ったニューハーフ。隼のような鋭利な爪と嘴型の武器を持つ殺人狂。
ペペルの隠し子だったが、幼少期より殺人を楽しむ性格だったため、追放された。秋野を救うため、アジトにやってきた静也とペペルを殺そうとするが、ナディンヌに撃たれる。
ピロル
ファルコンの部下で愛人。当初は彼がファルコンと思われていた。
弾丸を口で止める技が得意だが、透明なプラスチックの盾で弾丸を受け止め、それを口から出すという手品だと静也に見破られた直後、ファルコンに殺された。

#### アメリカ
作中に登場するアメリカン・マフィアは、シシリアにルーツを持つイタリア系アメリカ人の犯罪組織。構成員は全米で二千人ほどだがアレキサンダー全盛期には、コロンビア・マフィア、チャイニーズ・マフィアを従え、小型核兵器を自力で開発し軍隊並みの装備を持つ武装勢力だった。
ビトー・アレキサンダー
アメリカン・マフィアのボス。コルレオーネの葬式を利用して、アメリカ各地のマフィアのドンを殺害し権力を握った。コロンビア・マフィア、チャイニーズ・マフィアのボスも従えておりロシアン・マフィアを制圧して核ミサイルを手に入れようとしていた。
人外のものに守られており正面からの攻撃はいかなるものでも通用しない。そのため「神に護られた男」の異名を持つ。
表向きは豪華客船のオーナーとして来日し日本のヤクザたちに軍門に降るように威圧した。唯一応じた静也を信用し、生倉の用意したビルで羽を伸ばそうとするが静也の裏切りを知り激昂。持ち込んでいた核爆弾を使って東京を壊滅させようとした。ビショップ、ジェネラル、ウィザード、スペルエンペラーの四天王を率いて日本極道界の制圧に動いたが、新鮮組と鬼州組に敗北し、ゴール島にある処刑用の脱出不可能な穴にウィザードとともに落ちてしまうが、異名どおりの力によって脱出に成功した。
その後、秘密興行組織「死神クラブ」に救出され金持ち相手の見世物としてロシアンルーレットをさせられていたが、リチャード・ドレイク5世により龍馬抹殺のため力を与えられ日本に再び現れ、各国マフィアと協力して鬼州組を攻撃する。
「神に護られた男」の異名は健在で、バズーカ砲や骨手牛のブレーンクローも全く効かなかった。本人は女神アルテミスに守護されていると思い込んでいたが、実際は若い頃世話したゴキブリの生霊に守られており、そのためかゴキブリのような習性になっていた。
アジトを訪れた龍馬からロシアンルーレット勝負を挑まれる。一度目は神に護られ引き分けるが二度目ではゴキブリの本体の死と同時に効力を失い敗北、死亡する。遺体は死神クラブの使者に回収されていったが、実は世界皇帝の手の者であり棺に入れられアポロニアの元へ送られる。
ビショップ
ファミリーのビッグ4の一人でワシントンを取り仕切る。資金洗浄を担当し銀行を4つ所有する最も忠誠心の厚いアレキサンダーの右腕。戦いの中で片腕を無くしてしまうがゴール島の最終決戦の際には重度の放射能を放つ「死のW盃」を使い新鮮組と鬼州組を皆殺しにしようとした。
ジェネラル
ファミリーのビッグ4の一人でテキサス州を取り仕切る。私設軍隊を持っている。マッサーカのロケット砲で体に大穴を開けられた状態でもまだ生きていたが、龍宝に止めを刺される。
ウィザード
ファミリーのビッグ4の一人でシカゴを取り仕切る。ジョン・ロンによく似た風貌だがその正体は美女の血を飲んで若さを保つ吸血鬼。ヤクザのなかで唯一、アレキサンダーの軍門に降った静也を疑いつけ狙う。ビルの屋上から転落しても生きていたが、通りかかった馬場花子のバンパイア破りの血を吸ったため、逆に老化して弱体化してしまった。捕らわれた理江の血を使って復活しようとしている最中に静也に殴られ再起不能になる。最後は、アレキサンダーとともにゴール島の脱出不可能な穴に落ち死亡する。
スペルエンペラー
ファミリーのビッグ4の一人でロサンゼルスを取り仕切る。医者の資格を持ち、毒物などの薬品に精通し、温泉の湯をなめただけで成分を言い当ててしまうほど。敵を攻撃するときは相手の動きや会話をスローモーション(相手からはスペルエンペラーが高速で動いているように見える)にする薬品を辺り一帯に散布してから鎧を着て単独で行う。新鮮組本部襲撃の際は、西郷を含む薩摩次元組全員や護りに入った新鮮組組員のほとんどを殺傷し、龍宝に重傷を負わせるなど恐るべき戦闘力を見せつけた。生倉の娘の豊美と恋人関係になり、生倉を「お父さん」と呼んでいた。
オリパー・ハーン
核実験場ゴール島の責任者にして、通称・ゴール島の守護神。戦闘力は高いが頭は悪く、語尾に「オリ」を付ける。ゴール島の戦いで致命傷を負い、アレキサンダーとウィザードがゴール島の脱出不可能な穴に落ちてしまったのを見届けるようにして息絶える。
ホアンとミロ
ピエロの格好をした工作員。アレキサンダーたちより先んじて日本にやってきて、静也と海腐に闘争心と憎悪を煽るドラッグを嗅がせて同士討ちを図るも失敗。その後何度も静也の命を狙うが、ホアンは影虎によって射殺されミロは自決した。
クロード
愛倫の元夫。借金返済のため実の息子を使い狂言誘拐を謀ったことで離婚させられる。その後ラスベガスでアレキサンダーに拾われていた。妻子を忘れることが出来ずマフィアを裏切ったためビショップに殺される。

#### ロシア
作中に登場するロシアン・マフィアは、世界中に犯罪ビジネスのネットワークを築き、麻薬、武器、人身売買、殺人などなんでもする犯罪者集団。
イワン雷帝
ロシアン・マフィアのボス。
ラスプーチンやドストエフスキーといった部下を持つ。FBIに潜入させたアニーに新鮮組を助けさせていたが、それはアレキサンダーをつぶす為であった。
初めて姿を描かれた回で、静也に操られたラスプーチンによってグレネードを投げられ死亡。
ラスプーチン
ロシアンマフィアのスパイ。
敵を欺くために自分自身に催眠術をかけ美術商など様々なキャラクターを演じている。
催眠術により秋野を操り暗躍していたがその特性を知った静也により、ドストエフスキーと数名の部下及びイワン雷帝の暗殺に利用されてしまい、イワン雷帝暗殺直後に射殺される。
ドストエフスキー
ドストエフスキーは偽名で、本名は不明。日本への麻薬の密輸出に新鮮組を利用しようとするが静也に麻薬を捨てられ、報復として取引に利用していた肘方の美術館を爆破。
静也に操られたラスプーチンにより部下達と共に殺害される。
カラマーゾフの兄弟
ドストエフスキーによって対新鮮組の秘密兵器として呼び寄せられたが、たいした活躍も出来ずにラスプーチンによって殺されてしまう。

### 独立組織
市日 一善
6大組織のひとつ、横浜の市日会総裁。
穏健派であり、静也の新鮮組とは友好関係にある。彼の死が新鮮組と鬼州組の最終決戦の引き金となる。
市日 鉄郎
市日会二代目。
ケーキ好きのお人よしで優柔不断な性格から部下達から軽く見られている。氏村泰造、オジキ筋の金原に謀殺される。
氏村 泰造
市日会理事長。氏村組々長。鉄郎に失望して金原と共謀して失脚を企む。それを静也に見抜かれ窮地に陥るが鉄郎に許される。しかし再び裏切り、鉄郎を謀殺し組の跡目に名乗りを上げた。激怒した静也が乗り込んでくるのを見越し鬼州組を後ろ盾につけるが斉藤に射殺された。
氏村 二郎
泰造の双子の弟。兄の死後は暴利、高取、森勢らと共に龍馬の側近となるが、彼らと違い、山野と行動を共にし、アレキサンダーの本部ビル襲撃によって死亡する。
金原
一善の弟分で金蠅組々長。
二代目に頼りない鉄郎が就任すると、同じく鉄郎に不満を持つ氏村泰造と組み、シマの一部を割譲することを条件に彼を殺害するが、証拠隠滅を図る氏村に殺された。
高杉 金作
6大組織のひとつ、九州の馬牛組々長。
昔かたぎなヤクザらしいヤクザ。妻に対して冷酷であり、アレキサンダーのカジノで豪遊した妻を杖で滅多打ちにし秋野に止められている。
龍馬の九州侵攻の際若頭の高取にクーデターを起こされ失脚する。復帰のため龍馬を襲うが失敗した。
月野 輪熊
6大組織のひとつ、北海道の月野一家総長。
函館晴々会の榎本により引退に追い込まれる。
草加 千兵衛
少数精鋭で新鮮組と渡り合う関東草魔会々長。
勇足の時代に東京戦争と呼ばれる大抗争を起こした際はあまりの被害の多さに新鮮組が一方的に終結宣言を出した。しかし新たに起こした抗争では政治力において巨大化した新鮮組の相手とならず、組織は壊滅。手打ちを望むが静也の妹・静子と付き合っていた手下の岡倉正宗を始末したため手打ちは流れ、怒った静子に殺される。
岡倉正宗
静也の妹・静子の同級生で交際相手。
剣道の試合中事故で相手を殺してしまう。その後人柄が一変し札付きのワルとして各組事務所が争奪戦をしていた。母親が病気で、治療費を出した草加の草魔会に入る。新鮮組との抗争で個人的にも恨みがあった静也を狙うが手打ちの障害になると考えた草加に始末される。
牛成会々長
千葉の独立組織。通称独活の大木。新鮮組と戦うが歯が立たず、東京にコンプレックスを持っていることを静也に見抜かれ駐車場だけの進出を条件に和解する。

### 無所属
安木辰夫
極道界の死の商人。
新鮮組と鬼州組の双方に武器を売っている。

Mr.J（ミスター・ジェイ）
世界をまたに駆ける凄腕の殺し屋。性格は沈着冷静、冷酷無比。パソコンや対話型AIを使いこなすなど、知性も高い。大河内康成に依頼され静也を狙い、その過程で服部勲太、万間正造を殺害するが静也の殺しには失敗して記憶を失う。
その後鬼州組の海腐の手で再び静也を狙い失敗。静也から嘘の記憶を吹き込まれて逆に海腐を殺すように唆されるも海腐の返り討ちに遭い、両足を失う。さらに薬物と拷問によって廃人にされて再三静也を襲うも失敗し、その後立木美佐子と一緒に人知れぬ無人島で暮らすことになる。

保毛田兄弟
詐欺まがいのシノギをするゲイの兄弟。猪首の知り合い。

犬井
一匹狼の有名なヒットマン。癌で余命いくばくもなく匿われていた生倉に依頼され静也を狙うが実行中に病死した。

### 警察
馬場 道山
歌舞伎町警察署刑事。通称マムシの道山。
馬場 花子の兄で、静也の正体を知っている。花子を溺愛しており、登場初期は妹が思いを寄せる静也を警戒していた。静也が抗争を望まないことを知っており、静也の逮捕を止めるなど、静也個人と微妙な協力関係にある。
副社長に静也の正体を教えた。静也が畜生道に堕ちて欲しくないと思っている。
案条 太郎
馬場の部下。馬場花子と結婚する。
会社に復帰して若い社員と飲み歩いている花子のことを心配している。
後に花子と離婚する。
安藤 平造
大阪から栄転してきた警視庁の警視。通称鬼平。
大阪戦争において海腐を塀の中に送った男として極道に恐れられる。

### FBI
アニー・ホールド
金髪美女のFBI捜査官(後にロシアン・マフィアと繋がっていたスパイと自ら打ち明ける)。
龍宝に好意を持っていた。龍宝からのデートの誘いが静也の策略だったことを恨みロシアンマフィアの壊滅後も二人を殺害しようとしたが返り討ちに遭い死亡。
ダグラス・マッサーカ
FBI特殊工作部隊司令官。恥をかかされたアレキサンダーを激しく憎悪している。射殺しようとするが失敗し錯乱状態となって強制的に帰国させられた。スパイ摘発チームに降格されアニーを逮捕するために再来日するが返り討ちに遭いあえなく死亡する。
マクラマン
FBI特別捜査官。アニーの上司。

### 政財界
常盤 金成
政治家。静也の両親と親しく新鮮組の後ろ盾となっていた政界のドン。現在ではマスコミ対策のために離れている。静也の母妙子とは一度夜を共にした関係。
法王 幻一郎
葉山に邸宅を構えている元法務大臣。海腐によると「魔除けの札を持つ妖怪」。警察勢力に隠然たる力を持ち新鮮組と鬼州組の最終決戦を警察が介入しないように圧力を掛けている。本人によると新鮮組と鬼州組との戦いを誰も止めないのは「ヤクザ勢力の存在を望まない天の意思が存在している」という。だが一見しただけではただの女好きの変態ジジイにしか見えない。また、大阪戦争の際に20人殺した異蔵に死刑判決を下し、執行した。
作中では秋野に自らを踏んでもらうよう頼む、足をなめる、監禁するといった変態行為をしたため静也の逆鱗に触れてしまい、猪首に強烈な足の臭いをかがされたまま踏まれて失神した。
最後はメモリーチップを狙った龍馬の命令で異蔵に暗殺された。
花野 段吾郎
ハナハンデパートの会長。妖刀村正を手にして錯乱状態となって一騒動を起こすがヤクザの静也に説教され改心する。後に静也の正体を知るが危険をおかして逃走を手助けした。
松平信玄
日本を代表する巨大企業「東都グループ」の総帥。常盤金成と対立する。
松平 雄一郎
東都デパートの社長。
吉田 寅次郎
思想家。その著書で多くの支持者をえていたところを龍馬が目に付け衆院選に担ぎ出して当選させる。だが、龍馬の女装のせいでその変装していた元の恋人がベッピーノに殺されて龍馬と絶縁関係となる。鬼州組の後ろ盾がなくなると政界から目障りな存在となってしまい、その後、政界の大物から依頼を受けた生倉会にはめられて婦女暴行で逮捕される。

### 世界皇帝およびその関係者
実質的に世界を支配する二つの一族、グリードキン家とドレイク家の指導者の称号。グリードキン家は、アメリカを拠点に多国籍企業群をもち、海賊が先祖のドレイク家は、イギリスを拠点に世界の金融を支配している。両家とも何世紀も続く大財閥であり自らの利益のために戦争をおこし国家元首ですら抹殺する。
ジョン・グリードキン
世界皇帝。グリードキンの長老。91歳。日本の上層部に圧力をかけて新鮮組と鬼州組の最終決戦をさせ利用価値のなくなった人工衛星で監視しながらヤクザを殲滅しようとしていた。しかし、途中からマイクロフィルムを手に入れた龍馬に脅されるようになり刺客を放つが失敗する。そのことでバベル・ザ・ドバイで主だった一族と会議をするが静子と異蔵が仕掛けた爆弾で爆死した。
大富豪であるが、守銭奴であり、ヤクザに対して日本で自分の所有する物件に占有屋が絡んだため、嫌悪している。
リチャード・ドレイク5世
ドレイク家の嫡男。ジョン・グリードキン死後、世界皇帝になる。沈着冷静、頭脳明晰な青年で物事の本質を瞬時に見抜く「叡智の目」をもち、初対面のアレキサンダーですら震え上がらせ、静也に旧人類が新人類にであったような人間としての根源的な違いを思い知らした。生き残りのグリードキン一族を牽制し、静也を利用して世界中のマフィアを殲滅させようと、龍馬とのロシアンルーレットに敗れたアレキサンダーの遺体を実の親であるシシリアン・マフィアのメタボーニの組織のもとへ運ばせて実の母親であるアポロニアに復讐心を抱かせて組織を動かし、都心での新鮮組・鬼州組連合軍との血で血を洗う戦争を画策した。だが、この戦争の最中のほかの一族によるミサイル発射での龍馬殺害という妨害を機に、ドレイク家親族やほかの支配者たちに対してあまりにも正論を言い過ぎたことで睨まれてしまい、世界皇帝の座を追い落とされた上にドレイク家のすべての権力を剥奪されてしまった。その後は再起を図るためにやけ気味で自ら家を出るが、ある偶然から妻のマーガレット・ドレイクが彼の子供を妊娠している事実が発覚し、本当の意味で彼女と結ばれた。
マーガレット・ドレイク
リチャード・ドレイクの新妻。夫が冷たく人工授精で妊娠するように迫られ悩む。生倉に唆される形で人工授精による妊娠を選択したことで、結果的にドレイクの子供の妊娠に成功し、本当の意味で彼と結ばれた。
チャック・グリードキン
アメリカ軍需産業複合体の会長。次期大統領選の立候補を画策している。バベル・ザ・ドバイで父親を殺された報復として、ステルス爆撃機を鬼州組本部に墜落させた他、無人爆撃機プレデターからミサイルを発射させて龍馬を爆殺した。
後に静也に襲われるが、逆に静也を捕まえて中東の収容所に送り込む。その際に婚約者を利用したため、グリーンベレー出身だった婚約者の父親に右目を殴られ離婚、その姿を秋野に写真で撮られるはめになる。その後秋野と交渉して、静也を解放する。

### その他
理江（りえ）
銀座ナンバー1のホステスだった女で、鳴戸の頼みにより静也の初めての女となった。
その後は静也の愛を勝ち取ろうと色々努力するものの、結局秋野に勝つことが出来ず、地元の水戸に帰った所、水戸を拠点とする水戸天狗組二代目・値張納堂と恋に落ちる。納堂が新鮮組に殺害された後は三代目を継ぎ、新鮮組と対立した。理江は源氏名であり、三代目襲名の際に「相続　後藤江理」の文字が見える。
海外に出て行った鳴戸に一時同行していたが、終盤、日本で小料理屋を経営している。
その描写が出てからはしばらく登場していなかったが、静也が別れを告げにきた際に再び登場した。経営は上手く行っていないが、それが自分の料理のひどさにあるとは気がついていない。小料理屋の後、銀座でバーを開いている。
最終回、ギャンブラーになると組を畳んだ鳴戸とともに海外へ。
続編の「静かなるドン-もうひとつの最終章-」でもバーを経営しており、美貌は健在である。

野口
秋野の元婚約者で、海外留学から帰り次第、結婚する約束だった。しかし留学先で挫折し、帰国。その後理江に入れあげ、静也に止められたため、医者の父に恩義を感じている泥沼に静也を消すよう頼む。

大河内 康成（おおこうち やすなり）
世界的文豪。高潔な作風で有名だが、愛人の立木美佐子に全てを注ぎ込む程溺愛しており、立木に騙されてMr.Jに静也暗殺を依頼する。後に真相を知り立木とMr.Jが潜伏する別荘へ向かい、Mr.Jの抹殺と立木と心中する目的で別荘に火を放つも、2人とも窓から崖下の海へ飛び込まれて失敗、自身は断末魔を上げながら焼死した。

立木 美佐子(たちき みさこ)
大女優。本名は「大字 妹子（おおあざ いもこ）」。生まれついての美人で父親から大切に育てられたが、実は父親が地方の金持ちに嫁がせるためであった。悪辣だった嫁ぎ先の夫がMr.Jに殺されそのままJに付いて行く。その後子供も生まれたが、標的殺害のためのMr.Jの作戦であり、そのために子供を殺された。女優となり、復讐のために鬼州組や静也に近づき、機会をうかがっていた。大河内康成をだましてMr.Jに静也暗殺を依頼させ、静也と戦い傷ついたMr.Jに一時は自らの手で止めを刺せる状況になった。しかし、間際になって本心では愛していることに気付き、静也が手配した無人島の家でJと幸せに暮らす。

海腐 彩子（かいふ あやこ）
海腐の一人娘。極道である父親の分まで生き物に対して優しくあろうという考えを持っており、自主的に肉食を断っている。
最初は静也のことを組の若い衆と間違えて親しくなり後に一目ぼれした。静也を追いかけて新鮮組事務所を訪れ、生倉に100円で売り飛ばされかけたが、静也に助けられた。その後妙の画策もあり静也と相思相愛になるものの、あくまで新鮮組との闘いにこだわる海腐の手で連れ戻され、その後は北海道の教会で修行しシスターとして再登場したものの、大村の命を受けた異蔵に人質として利用されてしまった。
マフィアの薬物催眠により影虎でさえも止めることができない状態に陥った海腐を正気に戻したこともある。
海腐が新鮮組との決着をつけるために流した死亡のニュースを見て、葬儀の席に久々に姿を現した。富士山麓の葬儀に出られないことに疑問を抱いている。その後は函館の最終決戦に現れ父の遺体を引き取る。

星 撫子（ほし なでしこ）
斎藤の恋人。
美人ではないが斎藤からは自分が死んだ時に唯一泣いてくれそうな女として本気で愛されていた。龍宝にはわからなかったが、鳴戸は彼女の心が綺麗なことを見抜き、斎藤が彼女に惚れたことに理解を示している。
最初は少女漫画家志望の女性として登場したが作品がヒットして一流漫画家の仲間入りを果たした。身寄りがいない斎藤の喪主となり葬儀を気丈に務め上げた。
あえぎ声で鳥を落とすことが出来る。

石田 静子（いしだ しずこ）
静也の異母妹で、幼いころから凶暴な性格を現し、静也をカミソリで傷つけたため、義母の妙によって少年院に送られ、かなりの凶悪犯でない限り入ることがないとされる独房に入っていた。登場時は少年院を出て高校に通っていたが、恋人の岡倉正宗と共に暴力で校内を支配していた。正宗やその家族に対しては優しい一面も見せていたが、正宗が殺された後、優しい面は見られなくなり、正宗の仇を殺害し、逮捕される。再登場後は、正宗に似たマサシとの交際したこともあったが、最終的に静也と決裂し、異蔵と共に警察から逃亡する生活を選ぶ。逃亡先の上海で出産時に脳の血管が破裂し、記憶を無くして龍馬を夫だと思い込んでしまう。異蔵の手引きによりマニラのM機関なる暗殺組織に行き、異蔵と共に凄腕のアサシンとして龍馬をガードしている。龍馬のことは神と呼んだりするなど依存している。最後は骨手牛のブレーンクローにより記憶が戻るが、異蔵と共に、骨手牛率いる親衛隊に銃弾を浴び絶命した。

マサシ
岡倉正宗に見た目がそっくりなホスト。内心ではいやだったが静也のために静子と交際していた。
小心者だが性根は悪人ではなく、静也に秋野がサマンサ密子の開催する乱交パーティに出席させられる危機を伝えた。

秋野 年彦（あきの としひこ）
秋野の弟。厳格な父親に反発して暴走族となり、さらに先輩に誘われ新鮮組傘下の暴力団組員となる。静也に破門され組を抜け、更生してサラリーマンとなり妻子をもつ。
バイク便に転職。静也と秋野の連絡係になることもしばしば。

織田
新鮮組顧問弁護士。腕利きだが口も態度も悪い。

芽高 学
下上建設営業の課長。サラリーマン時代の龍馬の直属の上司だがあまり敬意を払われていなかった。しかし、龍馬が原因で左遷されても恨まなかったため信頼され鬼州組の東京進出と同時に社長に抜擢される。真相を知らないままバベル・ザ・ドバイの建設作業に加わり、そのことで後に殺される。

平手 敏太（ひらて びんた）
下上建設営業の専務。龍馬を気に入り本社に抜擢するが、不良の娘のスキャンダルによって派閥争いに敗れ、龍馬を逆恨みし会社をくびにして桂木未希を奪う。鬼州組の東京進出と同時に解任され無一文となるが復讐のために龍馬を調べていたところを殺される。

桂木 未希（かつらぎ みき）
龍馬の恋人。暴走族時代、敵対グループに暴行され、子どもが作れない身体にさせられた。

ジェームズ・ポンド
英国情報局員。金に細かいが腕は立つ。銀座の抗争でどさくさに紛れ龍馬を狙い撃ちしようとしたが雄琴に頭部を撃ち抜かれ阻止される。

S
英国情報局長の老婦人。

茶下 満子
川西の遠縁にあたる女性。お見合いを繰り返しているが理想が高く、静也のことも最初はチビと酷評していた。しかし静也の人柄を知ると惹かれるようになり、エアブラジャー開発のヒントをもたらす。

浅薄 美代子（あさはか みよこ）
通称「ミヨちゃん」。万間正造が中学生時代に片思いしていた同級生。東京に出ていたが、その後色々な経緯を経て生倉会組員の美人局をしており、それが万間との再会を果たすきっかけとなった。

草加（そうか）
稀代の天才的な放火魔。前科36犯で終身刑となり、千葉特別刑務所の独房に収監されていた。
鬼州組を焼き討ちし軍資金を燃やして関東への侵攻を防ごうと静也が鳴戸に指示したことで枕を燃やし焼身自殺を図ったものと見せかけ刑務所を全焼させる形で脱獄を果たし、値張納堂の葬儀で沢木五代目らが留守中の鬼州組本家に放火し全焼させた。
その後空港でサウジアラビアに高飛びさせる手筈だったが、京都の大文字焼きを見に如意ヶ嶽へ向かい「大」の字を「太」にする形で火を付けた事で彩子が異変に気付く形で海腐に位置を悟られてしまい、小林や鳴戸組の面々が捕らえ掛けるも結局夜泣きの銀次ら鬼州組に捕らえられ鬼州組本家への放火を白状させられた後、夜泣きの銀次により縛られて生きたまま火葬場の炉で焼き殺された。なお死に際は悲鳴と歓喜が混じった声を上げていた。
白馬 大志（はくば たいし）
続編「静かなるドン-もうひとつの最終章-」の登場人物で肩まである髪が特徴のハンサムな青年実業家で、静也にゲーム会社を立ち上げるが資金が足りないので出資して欲しいと持ち掛けて、ゲーム会社を立ち上げた。
静也の極道としての正体は知っており、プリティーの前社長夫人の遠縁で、紹介されたと自己紹介するが、後に秋野が夫人に尋ねると知らない人物であると言われる。
静也の率いるゲーム開発チームはヒット作を生み出す必要は無い。会社のカラーと成る様な作品を生み出してくれれば良いと述べて、静也のチームの作品の売り上げは気にしていないが、会社そのものはヒット作を何本も出して居るらしい。またプリティーを定年退職した川西を雇用して、静也と同じチームに配置している、
本人は極道の静也に命を救われたと述べているが、大統領になる野望を捨てないチャック・グリードキンの対立候補を資金面で応援し、見事に対立候補の当選を勝ち取る等、謎の行動を繰り返す。

## 書誌情報

### 単行本
- 新田たつお 『静かなるドン』 実業之日本社〈マンサンコミックス〉、全108巻
  1. 1989年4月6日発売[6]、ISBN 4-408-16034-2
  2. 1989年7月29日発売[7]、ISBN 4-408-16035-0
  3. 1989年9月29日発売[8]、ISBN 4-408-16036-9
  4. 1989年12月14日発売[9]、ISBN 4-408-16037-7
  5. 1990年2月27日発売[10]、ISBN 4-408-16103-9
  6. 1990年4月19日発売[11]、ISBN 4-408-16109-8
  7. 1990年7月27日発売[12]、ISBN 4-408-16119-5
  8. 1990年9月28日発売[13]、ISBN 4-408-16125-X
  9. 1990年12月20日発売[14]、ISBN 4-408-16134-9
  10. 1991年2月27日発売[15]、ISBN 4-408-16140-3
  11. 1991年5月29日発売[16]、ISBN 4-408-16149-7
  12. 1991年8月29日発売[17]、ISBN 4-408-16158-6
  13. 1991年10月29日発売[18]、ISBN 4-408-16164-0
  14. 1992年2月4日発売[19]、ISBN 4-408-16173-X
  15. 1992年4月27日発売[20]、ISBN 4-408-16182-9
  16. 1992年6月29日発売[21]、ISBN 4-408-16188-8
  17. 1992年9月29日発売[22]、ISBN 4-408-16198-5
  18. 1992年11月28日発売[23]、ISBN 4-408-16204-3
  19. 1993年2月27日発売[24]、ISBN 4-408-16214-0
  20. 1993年4月7日発売[25]、ISBN 4-408-16221-3
  21. 1993年6月29日発売[26]、ISBN 4-408-16229-9
  22. 1993年9月29日発売[27]、ISBN 4-408-16239-6
  23. 1993年12月17日発売[28]、ISBN 4-408-16248-5
  24. 1994年2月28日発売[29]、ISBN 4-408-16255-8
  25. 1994年5月27日発売[30]、ISBN 4-408-16264-7
  26. 1994年7月29日発売[31]、ISBN 4-408-16270-1
  27. 1994年11月29日発売[32]、ISBN 4-408-16282-5
  28. 1995年2月28日発売[33]、ISBN 4-408-16292-2
  29. 1995年5月29日発売[34]、ISBN 4-408-16301-5
  30. 1995年8月29日発売[35]、ISBN 4-408-16313-9
  31. 1995年11月29日発売[36]、ISBN 4-408-16325-2
  32. 1996年2月29日発売[37]、ISBN 4-408-16337-6
  33. 1996年5月29日発売[38]、ISBN 4-408-16349-X
  34. 1996年8月29日発売[39]、ISBN 4-408-16360-0
  35. 1996年11月29日発売[40]、ISBN 4-408-16371-6
  36. 1997年1月29日発売[41]、ISBN 4-408-16380-5
  37. 1997年5月29日発売[42]、ISBN 4-408-16395-3
  38. 1997年8月29日発売[43]、ISBN 4-408-16406-2
  39. 1997年11月28日発売[44]、ISBN 4-408-16418-6
  40. 1998年1月29日発売[45]、ISBN 4-408-16427-5
  41. 1998年4月24日発売[46]、ISBN 4-408-16439-9
  42. 1998年7月29日発売[47]、ISBN 4-408-16450-X
  43. 1998年10月29日発売[48]、ISBN 4-408-16465-8
  44. 1998年12月18日発売[49]、ISBN 4-408-16474-7
  45. 1999年3月29日発売[50]、ISBN 4-408-16486-0
  46. 1999年6月29日発売[51]、ISBN 4-408-16497-6
  47. 1999年9月29日発売[52]、ISBN 4-408-16510-7
  48. 1999年12月16日発売[53]、ISBN 4-408-16522-0
  49. 2000年2月23日発売[54]、ISBN 4-408-16530-1
  50. 2000年6月29日発売[55]、ISBN 4-408-16545-X
  51. 2000年9月29日発売[56]、ISBN 4-408-16556-5
  52. 2000年12月18日発売[57]、ISBN 4-408-16567-0
  53. 2001年3月29日発売[58]、ISBN 4-408-16578-6
  54. 2001年6月29日発売[59]、ISBN 4-408-16596-4
  55. 2001年9月29日発売[60]、ISBN 4-408-16614-6
  56. 2001年12月21日発売[61]、ISBN 4-408-16630-8
  57. 2002年3月29日発売[62]、ISBN 4-408-16649-9
  58. 2002年6月29日発売[63]、ISBN 4-408-16667-7
  59. 2002年9月27日発売[64]、ISBN 4-408-16686-3
  60. 2002年11月29日発売[65]、ISBN 4-408-16700-2
  61. 2003年1月29日発売[66]、ISBN 4-408-16714-2
  62. 2003年4月28日発売[67]、ISBN 4-408-16733-9
  63. 2003年7月28日発売[68]、ISBN 4-408-16753-3
  64. 2003年9月29日発売[69]、ISBN 4-408-16767-3
  65. 2003年11月29日発売[70]、ISBN 4-408-16779-7
  66. 2004年1月29日発売[71]、ISBN 4-408-16796-7
  67. 2004年4月28日発売[72]、ISBN 4-408-16816-5
  68. 2004年6月29日発売[73]、ISBN 4-408-16830-0
  69. 2004年8月28日発売[74]、ISBN 4-408-16846-7
  70. 2004年11月29日発売[75]、ISBN 4-408-16869-6
  71. 2005年1月29日発売[76]、ISBN 4-408-16887-4
  72. 2005年4月28日発売[77]、ISBN 4-408-16909-9
  73. 2005年7月29日発売[78]、ISBN 4-408-16929-3
  74. 2005年9月29日発売[79]、ISBN 4-408-16944-7
  75. 2005年11月29日発売[80]、ISBN 4-408-16956-0
  76. 2006年1月28日発売[81]、ISBN 4-408-16972-2
  77. 2006年4月28日発売[82]、ISBN 4-408-16993-5
  78. 2006年7月29日発売[83]、ISBN 4-408-17008-9
  79. 2006年9月29日発売[84]、ISBN 4-408-17017-8
  80. 2006年11月29日発売[85]、ISBN 4-408-17029-1
  81. 2007年2月26日発売[86]、ISBN 978-4-408-17046-6
  82. 2007年5月29日発売[87]、ISBN 978-4-408-17061-9
  83. 2007年7月28日発売[88]、ISBN 978-4-408-17070-1
  84. 2007年10月29日発売[89]、ISBN 978-4-408-17087-9
  85. 2008年1月29日発売[90]、ISBN 978-4-408-17102-9
  86. 2008年4月28日発売[91]、ISBN 978-4-408-17119-7
  87. 2008年6月28日発売[92]、ISBN 978-4-408-17127-2
  88. 2008年9月29日発売[93]、ISBN 978-4-408-17143-2
  89. 2008年12月25日発売[94]、ISBN 978-4-408-17160-9
  90. 2009年2月10日発売[95]、ISBN 978-4-408-17168-5
  91. 2009年5月29日発売[96]、ISBN 978-4-408-17186-9
  92. 2009年8月29日発売[97]、ISBN 978-4-408-17201-9
  93. 2009年12月25日発売[98]、ISBN 978-4-408-17224-8
  94. 2010年3月29日発売[99]、ISBN 978-4-408-17239-2
  95. 2010年6月29日発売[100]、ISBN 978-4-408-17254-5
  96. 2010年9月29日発売[101]、ISBN 978-4-408-17273-6
  97. 2010年12月27日発売[102]、ISBN 978-4-408-17287-3
  98. 2011年3月29日発売[103]、ISBN 978-4-408-17308-5
  99. 2011年6月29日発売[104]、ISBN 978-4-408-17322-1
  100. 2011年10月25日発売[105]、ISBN 978-4-408-17347-4
  101. 2011年12月27日発売[106]、ISBN 978-4-408-17358-0
  102. 2012年3月29日発売[107]、ISBN 978-4-408-17379-5
  103. 2012年6月29日発売[108]、ISBN 978-4-408-17396-2
  104. 2012年9月29日発売[109]、ISBN 978-4-408-17410-5
  105. 2012年12月22日発売[110]、ISBN 978-4-408-17420-4
  106. 2013年2月26日発売[111]、ISBN 978-4-408-17434-1
  107. 2013年4月24日発売[112]、ISBN 978-4-408-17441-9
  108. 2013年6月29日発売[113]、ISBN 978-4-408-17449-5
- 新田たつお 『静かなるドン-もうひとつの最終章-』 実業之日本社、既刊5巻（2025年5月15日現在）
  1. 2024年2月15日発売[114]、ISBN 978-4-408-64110-2
  2. 2024年2月15日発売[115]、ISBN 978-4-408-64111-9
  3. 2024年7月18日発売[116]、ISBN 978-4-408-64134-8
  4. 2024年12月12日発売[117]、ISBN 978-4-408-64144-7
  5. 2025年5月15日発売[118]、ISBN 978-4-408-64160-7

### 愛蔵版
- 新田たつお 『愛蔵版 静かなるドン』 実業之日本社〈マンサンコミックス〉、全13巻
  1. 1999年1月29日発売[119]、ISBN 4-408-16480-1
  2. 1999年5月29日発売[120]、ISBN 4-408-16495-X
  3. 1999年8月28日発売[121]、ISBN 4-408-16505-0
  4. 2000年1月29日発売[122]、ISBN 4-408-16527-1
  5. 2000年5月29日発売[123]、ISBN 4-408-16542-5
  6. 2000年8月31日発売[124]、ISBN 4-408-16553-0
  7. 2000年11月29日発売[125]、ISBN 4-408-16563-8
  8. 2001年3月29日発売[126]、ISBN 4-408-16574-3
  9. 2001年5月29日発売[127]、ISBN 4-408-16590-5
  10. 2001年8月29日発売[128]、ISBN 4-408-16608-1
  11. 2002年1月28日発売[129]、ISBN 4-408-16636-7
  12. 2002年8月29日発売[130]、ISBN 4-408-16679-0
  13. 2003年5月29日発売[131]、ISBN 4-408-16740-1

### 文庫版
- 新田たつお 『静かなるドン』 実業之日本社〈実業之日本社漫画文庫〉、全16巻
  1. 「第1部 総長の恋 Part.1」2005年7月28日発売[132]、ISBN 4-408-61244-8
  2. 「第1部 総長の恋 Part.2」2005年7月28日発売[133]、ISBN 4-408-61245-6
  3. 「第1部 総長の恋 Part.3」2005年8月29日発売[134]、ISBN 4-408-61246-4
  4. 「第1部 総長の恋 Part.4」2005年8月29日発売[135]、ISBN 4-408-61247-2
  5. 「第2部 坂本上京 Part.1」2005年9月26日発売[136]、ISBN 4-408-61248-0
  6. 「第2部 坂本上京 Part.2」2005年9月26日発売[137]、ISBN 4-408-61249-9
  7. 「第3部 愛の救出劇 Part.1」2005年10月28日発売[138]、ISBN 4-408-61250-2
  8. 「第3部 愛の救出劇 Part.2」2005年10月28日発売[139]、ISBN 4-408-61251-0
  9. 「第3部 愛の救出劇 Part.3」2005年11月28日発売[140]、ISBN 4-408-61252-9
  10. 「第4部 究極の殺人者 Part.1」2005年12月19日発売[141]、ISBN 4-408-61253-7
  11. 「第4部 究極の殺人者 Part.2」2006年1月28日発売[142]、ISBN 4-408-61256-1
  12. 「第4部 究極の殺人者 Part.3」2006年2月27日発売[143]、ISBN 4-408-61257-X
  13. 「第5部 嗚呼！鳴戸!! Part.1」2006年3月27日発売[144]、ISBN 4-408-61258-8
  14. 「第5部 嗚呼！鳴戸!! Part.2」2006年4月28日発売[145]、ISBN 4-408-61261-8
  15. 「第5部 嗚呼！鳴戸!! Part.3」2006年5月26日発売[146]、ISBN 4-408-61262-6
  16. 「第5部 嗚呼！鳴戸!! Part.4」2006年6月28日発売[147]、ISBN 4-408-61263-4
- 新田たつお 『静かなるドン』 小学館〈小学館文庫〉、全54巻
  1. 2013年12月14日発売[148]、ISBN 978-4-09-196301-7
  2. 2013年12月14日発売[149]、ISBN 978-4-09-196302-4
  3. 2014年1月15日発売[150]、ISBN 978-4-09-196303-1
  4. 2014年1月15日発売[151]、ISBN 978-4-09-196304-8
  5. 2014年2月15日発売[152]、ISBN 978-4-09-196305-5
  6. 2014年2月15日発売[153]、ISBN 978-4-09-196306-2
  7. 2014年3月15日発売[154]、ISBN 978-4-09-196307-9
  8. 2014年3月15日発売[155]、ISBN 978-4-09-196308-6
  9. 2014年4月15日発売[156]、ISBN 978-4-09-196309-3
  10. 2014年4月15日発売[157]、ISBN 978-4-09-196310-9
  11. 2014年5月15日発売[158]、ISBN 978-4-09-196311-6
  12. 2014年5月15日発売[159]、ISBN 978-4-09-196312-3
  13. 2014年6月13日発売[160]、ISBN 978-4-09-196313-0
  14. 2014年6月13日発売[161]、ISBN 978-4-09-196314-7
  15. 2014年7月15日発売[162]、ISBN 978-4-09-196315-4
  16. 2014年7月15日発売[163]、ISBN 978-4-09-196316-1
  17. 2014年8月12日発売[164]、ISBN 978-4-09-196317-8
  18. 2014年8月12日発売[165]、ISBN 978-4-09-196318-5
  19. 2014年9月13日発売[166]、ISBN 978-4-09-196319-2
  20. 2014年9月13日発売[167]、ISBN 978-4-09-196320-8
  21. 2014年10月15日発売[168]、ISBN 978-4-09-196321-5
  22. 2014年10月15日発売[169]、ISBN 978-4-09-196322-2
  23. 2014年11月15日発売[170]、ISBN 978-4-09-196323-9
  24. 2014年11月15日発売[171]、ISBN 978-4-09-196324-6
  25. 2014年12月13日発売[172]、ISBN 978-4-09-196325-3
  26. 2014年12月13日発売[173]、ISBN 978-4-09-196326-0
  27. 2015年1月15日発売[174]、ISBN 978-4-09-196327-7
  28. 2015年1月15日発売[175]、ISBN 978-4-09-196328-4
  29. 2015年2月14日発売[176]、ISBN 978-4-09-196329-1
  30. 2015年2月14日発売[177]、ISBN 978-4-09-196330-7
  31. 2015年3月14日発売[178]、ISBN 978-4-09-196331-4
  32. 2015年3月14日発売[179]、ISBN 978-4-09-196332-1
  33. 2015年4月15日発売[180]、ISBN 978-4-09-196333-8
  34. 2015年4月15日発売[181]、ISBN 978-4-09-196334-5
  35. 2015年5月15日発売[182]、ISBN 978-4-09-196335-2
  36. 2015年5月15日発売[183]、ISBN 978-4-09-196336-9
  37. 2015年6月13日発売[184]、ISBN 978-4-09-196337-6
  38. 2015年6月13日発売[185]、ISBN 978-4-09-196338-3
  39. 2015年7月15日発売[186]、ISBN 978-4-09-196339-0
  40. 2015年7月15日発売[187]、ISBN 978-4-09-196340-6
  41. 2015年8月12日発売[188]、ISBN 978-4-09-196341-3
  42. 2015年8月12日発売[189]、ISBN 978-4-09-196342-0
  43. 2015年9月15日発売[190]、ISBN 978-4-09-196343-7
  44. 2015年9月15日発売[191]、ISBN 978-4-09-196344-4
  45. 2015年10月15日発売[192]、ISBN 978-4-09-196345-1
  46. 2015年10月15日発売[193]、ISBN 978-4-09-196346-8
  47. 2015年11月13日発売[194]、ISBN 978-4-09-196347-5
  48. 2015年11月13日発売[195]、ISBN 978-4-09-196348-2
  49. 2015年12月15日発売[196]、ISBN 978-4-09-196349-9
  50. 2015年12月15日発売[197]、ISBN 978-4-09-196350-5
  51. 2016年1月15日発売[198]、ISBN 978-4-09-196351-2
  52. 2016年1月15日発売[199]、ISBN 978-4-09-196352-9
  53. 2016年2月13日発売[200]、ISBN 978-4-09-196353-6
  54. 2016年2月13日発売[201]、ISBN 978-4-09-196354-3

### 新装版
- 新田たつお 『静かなるドン』 実業之日本社〈マンサンコミックス〉、全3巻
  1. 2011年10月25日発売[202]、ISBN 978-4-408-17348-1
  2. 2011年10月25日発売[203]、ISBN 978-4-408-17349-8
  3. 2011年10月25日発売[204]、ISBN 978-4-408-17350-4

## OVA版
1991年4月12日、OVAがリリースされた。本作の最初の映像化作品である。現在、DVD化はされていない。

### スタッフ
- 原作：新田たつお（実業之日本社・マンサンコミックス刊）
- 脚本： 押川國秋
- 作画監督・キャラクターデザイン：鍋島修
- 音響監督：大熊昭
- 音楽：宮崎慎二
- 監督：亀垣一
- 製作：東宝株式会社、東京ムービー新社

### 声の出演
- 近藤静也:松本保典
- 近藤妙:松島みのり
- 秋野明美:冬馬由美
- 河合社長:大木民夫
- 川西部長:西川幾雄
- 逃野:鈴木清信
- 松平信玄:田原アルノ
- 肘方年坊:緒方賢一
- 生倉新八:佐藤正治
- 猪首硬四郎:渡部猛
- 長州金五郎:広瀬正志
- 大久保竜造:加藤精三
- 笹岡繁蔵
- 若本規夫
- 石野竜三
- 中嶋聡彦
- 渋谷茂
- 高木渉
- 坂東尚樹
- 山崎たくみ
- 林玉緒
- 麻見順子

## オリジナルビデオ版
1991年 - 1996年、2000年 - 2001年まで映画版を間に挟む形で12作品、『新・静かなるドン』シリーズ（ケイエスエス、主演：竹下宏太郎）としてリニューアルされたものが1997年 - 1998年で6作品、『静かなるドン 新章』シリーズ（クロックワークス、主演：袴田吉彦）が2011年で2作品、それぞれ出されている。

### 静かなるドン

#### キャスト
新鮮組
- 近藤静也：香川照之
- 鳴戸竜次：長谷川初範（1 - 4・7 - 10巻・MOVIE）
- 猪首硬四郎：倉田保昭
- 沖田寝多：飯山弘章
- 生倉新八：石井愃一
- 生倉志乃：美咲レイラ（6 - 12巻）
- 肘方年坊：市川勇
- 川地(肘方組No.2)：飯田浩幾（2 - 12巻・MOVIE）
- 山波敬介：相原ひろし（1 - 10巻・MOVIE）
- 山波敬介：大高洋夫（11・12巻）
- 胴堂平助：新富重夫（1 - 10巻）
- 胴堂平助：大高洋夫(MOVIE)
- 胴堂Jr.：正名僕蔵（11・12巻）
- 原田左巻夫：深沢猛（1 - 6・8 - 10巻）
- 田原(原田組代理)→原田：荒木優樹（7 - 12巻・MOVIE）
- 大久保竜蔵：ばってん荒川（1 - 5巻）
- 新大久保打蔵：ばってん荒川（6 - 10巻・MOVIE）
- 近藤妙：野際陽子（1巻）
- 生真面目組長：平田満（9巻）
- 赤間静江：東てる美（10巻）
- 赤間良介：正木蒼二（10巻）

プリティの人々
- 秋野明美：喜多嶋舞
- 川西部長：笹野高史（1 - 4・6 - 12巻）
- 逃野：伊藤洋三郎
- 長嶋：サード長嶋（2 - 6・MOVIE・11・12巻）

鬼州組
- 坂本健：川野太郎（1 - 4巻）
- 坂本龍子(久美)：喜多嶋舞（3 - 6巻）
- 沢木全次郎：椎谷建治（2 - 6巻）
- 海腐雄二：池田成志（7 - 12巻・MOVIE）
- 牛成会々長：力也（2巻）
- 芹沢鴨次：長江英和（3巻・MOVIE）
- 鬼斬一(芹沢配下)：二家本辰巳（3巻）
- 胡麻田：工藤俊作（5・6巻）
- 山野穴太：大阪百万円（5・6巻）
- 坂本鬼美：左幸子（6 - 8巻）
- 万満正蔵(海腐配下)：井沢弘（7巻）
- 暁紅子：横須賀蓉美（8巻）
- 乗松(海腐配下)：山田充（9・10巻・MOVIE）
- 毛締目(海腐配下)：塚本耕司（MOVIE・11・12巻）
- ヤン：武発史郎（12巻）
- 春風宮美江：神保美喜（12巻）

#### スタッフ
- 企画 - 鈴木光
- プロデューサー - 青木勝彦、杉崎隆行、古賀宗岳、山本勉、原田文宏
- 原作 - 新田たつお
- 監督 - 鹿島勤
- 脚本 - 古内一成、鹿島勤、北野ひろし
- 撮影 - 杉村博章、藤沢順一、藤石修、仙元誠三、森勝、栢野直樹
- 音楽 - 大内義昭
- 録音 - 東映AV事業部、日活スタジオセンター
- 効果 - 原田サウンド、東洋音響カモメ
- 現像 - IMAGICA
- 衣裳 - 第一衣裳
- 装置装飾 - 東京美工
- 技斗 - 二家本辰己
- ガン・アドバイザー - BIG SHOT
- 撮影協力 - ワコール
- 協力 - 東映東京撮影所、日活撮影所
- 企画協力 - ケイエスエス
- 製作協力 - トライアーツ
- 製作 - 光和インターナショナル

### 新・静かなるドン

#### キャスト
- 近藤静也：竹下宏太郎
- 秋野明美：田中ひろ子
- 近藤妙：草村礼子
- 大河内伝保：岡田眞澄
- 海腐雄二：黒沢年男
- 猪首硬四郎：菅田俊
- 龍宝国光：高杉亘
- 鳴戸竜次：古尾谷雅人

#### スタッフ
- 企画 - 鈴木光
- 原作 - 新田たつお
- 監督 - 原隆仁、伊藤裕彰、鈴木元
- 脚本 - 大森寿美男
- 撮影 - 栗山修司、上野彰吾
- 音楽 - 朝倉紀行
- 製作 - 光和インターナショナル

### 静かなるドン 新章
映画版（2009年）とオリジナルビデオ（2011年版）では、近藤静也：袴田吉彦、鳴戸竜次：永倉大輔、猪首硬四郎：勝矢が共通キャストとなっている。

#### キャスト
- 近藤静也：袴田吉彦
- 鳴戸竜次：永倉大輔
- 猪首硬四郎：勝矢
- 秋野明美：和希沙也
- 坂本龍子：川村りか
- 理江：木口亜矢

## テレビドラマ版
1994年10月21日 - 1995年3月17日に日本テレビ系列で放映。全19回、平均視聴率13.4%。1995年9月23日に「静かなるドンRETURNS」、1996年4月12日に「静かなるドンFOREVER」としてスペシャル版が放映。
番組開始時のキャッチフレーズは「昼は3枚目、夜は3代目」。
敵対組織との抗争など任侠作品の王道的展開も描きつつ、原作のアウトロー色は抑えられており、ヤクザの立場から市井の様々なトラブルや事件を解決する探偵ドラマの要素が盛り込まれている。静也が猪首以外の新鮮組幹部には全て敬語で話す、静也が成り行きで思い付いた｢新鮮太郎｣という偽名を名乗ったり、秋野が静也の正体に気付く場面が異なるなどのアレンジも加えられている。当時低迷状態にあった金曜8時連続ドラマ枠では久々のヒット作となったが、本作を最後に『太陽にほえろ!』から続いてきた同枠は終了となった。当時、主演の中山が司会を務めた同局の『TVおじゃマンボウ』（関東ローカル）では、前回のダイジェストと次回予告が放送されていた。

### キャスト
- 近藤静也：中山秀征
- 秋野明美/坂本龍子：石田ゆり子
- 近藤妙：野際陽子
- 鳴戸竜次：鹿賀丈史
- 猪首硬四郎：阿藤海
- 生倉新八：なぎら健壱
- 肘方年坊：成瀬正孝
- 沖田寝多：須藤正裕
- 坂本健：美木良介
- 沢木全次郎：平泉成
- 大久保彦右衛門：宍戸錠
- 川西部長：石倉三郎
- 逃野：松澤一之
- 三浦：長谷部香苗
- 磯貝：高橋夏樹
- その他レギュラー∶棟里佳、岩本宗規、樋口靖、ひろし、瀬川慶
- 近藤勇足/オープニングナレーション：小林完吾[注 16]
- 蛭田部長：藤タカシ
- 理江：荒井乃梨子

### スタッフ
- 制作 - 日本テレビ
- 企画 - 鈴木光、小杉善信
- プロデュース - 田中芳樹、山本勉
- 音楽 - 大内義昭
- 撮影 - 稲垣久夫、内田清美、町野誠
- 照明 - 高柳清一
- 美術 - 小澤秀高、赤塚訓
- V.E. - 中塚政明
- 録音 - 稲田環、佐々木一雄
- 整音 - 小峰信雄
- 編集 - 田中慎二
- 助監督 - 山田敏久、隅田靖、東伸児
- 音楽協力 - 日本テレビ音楽
- 技斗 - 瀬木一将、森聖二
- 音響効果 - 中村佳央、伊藤進一（東洋音響カモメ）
- 選曲 - 石井ますみ、杉山篤、加藤大和
- カースタント - TA・KA
- ガンアドバイザー - BIG SHOT
- オープニング撮影 - ケネックジャパン
- 撮影協力 - ワコール、東京コンドルタクシー
- 協力 - にっかつ撮影所、にっかつスタジオセンター、ビデオフォーカス、東京美工、第一衣裳、高瀬道場、倉田プロモーション、悪役商会
- 制作協力 - トライアーツ
- 製作著作 - 光和インターナショナル

### 主題歌・挿入歌
- 主題歌 - 桑田佳祐：「祭りのあと」（タイシタレーベル）（スペシャル版のみ桑田佳祐のライブ映像）
- 挿入歌 - 衛藤利恵：「天使の微笑」

### サブタイトル
| 話数                                             | 放送日         | サブタイトル                                  | 脚本       | 監督       | ゲスト出演者                                                                         | 視聴率 |
| ------------------------------------------------ | -------------- | --------------------------------------------- | ---------- | ---------- | ------------------------------------------------------------------------------------ | ------ |
| 1                                                | 1994年10月21日 | 極道サラリーマン誕生                          | 西岡琢也   | 長谷部安春 | 福田佳弘                                                                             | 11.0%  |
| 2                                                | 1994年10月28   | 新鮮組三代目総長の初仕事                      | 岡芳郎     | 成田裕介   | 渡辺文雄、北原佐和子、平賀雅臣 ゆきこ（みるく）、あやこ（みるく）、 きよこ（みるく） | 12.4%  |
| 3                                                | 1994年11月4日  | 狙いはパンティー                              | 西岡琢也   | 長谷部安春 | 山口仁、深見亮介、小倉雄三                                                           | 12.3%  |
| 4                                                | 1994年11月11日 | 三代目の身代金                                | 柏原寛司   | 成田裕介   | 西野妙子、奥野敦士、谷村好一                                                         | 14.6%  |
| 5                                                | 1994年11月18日 | 総長の天国と地獄                              | 峯尾基三   | 長谷部安春 | 広岡瞬、小川美那子、松井紀美江 三田村賢二、名和宏、信実一徳                          | 11.6%  |
| 6                                                | 1994年11月25日 | 三代目の怒り爆発                              | 深沢正樹   | 長谷部安春 | 椎谷建治、佐藤仁哉                                                                   | 10.6%  |
| 7                                                | 1994年12月2日  | 三代目のキスの味                              | 岡芳郎     | 鈴木元     | 遊井亮子、鹿内孝、並樹史朗                                                           | 13.5%  |
| 8                                                | 1994年12月9日  | 宿敵！鬼州組四代目登場                        | 岡芳郎     | 成田裕介   | ハント・ケーシ、藤岡大樹、影山英俊                                                   | 12.6%  |
| 9                                                | 1994年12月16日 | 激突！新鮮組VS鬼州組                          | 峯尾基三   | 成田裕介   | ハント・ケーシ、藤岡大樹、影山英俊                                                   | 10.1%  |
| 10                                               | 1995年1月13日  | 三代目の花嫁候補                              | 小野喜世仁 | 成田裕介   | 中村綾、浜田晃、片岡弘貴 森聖二、山王丸和恵                                          | 14.3%  |
| 11                                               | 1995年1月20日  | 三代目の正体は？                              | 江守洋     | 鈴木元     | 宮下順子、高松英郎、山田辰夫、 岩崎ひろみ、崎山凛                                    | 12.7%  |
| 12                                               | 1995年1月27日  | 秋野さんがレイプされた!?                      | 岡芳郎     | 成田裕介   | 大沢健、利重剛、崎山凛                                                               | 13.0%  |
| 13                                               | 1995年2月3日   | 三代目のバニーガール攻撃                      | 小野喜世仁 | 藤得悦     | 真行寺君枝、丹古母鬼馬二、衣笠健二                                                   | 12.6%  |
| 14                                               | 1995年2月10日  | 一発勝負！三代目のお受験                      | 深沢正樹   | 伊藤裕彰   | 大林丈史、山下容莉枝、佐野アツ子                                                     | 11.6%  |
| 15                                               | 1995年2月17日  | 三代目が買った1億円の指                       | 江頭美智留 | 藤得悦     | 竹本孝之、渡辺哲、村上聡美                                                           | 16.3%  |
| 16                                               | 1995年2月24日  | 美女と野獣！恋の落とし穴                      | 井上淳一   | 伊藤裕彰   | 木村栄、島村佳江、青島健介                                                           | 15.2%  |
| 17                                               | 1995年3月3日   | 三代目の禁じられた…キス                       | 古内一成   | 鈴木元     | 南条弘二、坂田雅彦                                                                   | 15.0%  |
| 18                                               | 1995年3月10日  | 命がけの恋！ お前だけが死ぬ程好きさ           | 古内一成   | 鈴木元     | 山田吾一、南条弘二、坂田雅彦 志賀圭二郎、賀川黒之助                                  | 15.4%  |
| 19                                               | 1995年3月17日  | 俺を本気で怒らせたな！ 三代目、最後の大暴れ!! | 峯尾基三   | 長谷部安春 | 塩沢とき、片岡五郎、神威杏次、片桐竜次                                               | 16.7%  |
| 世帯平均視聴率 13.2％（ビデオリサーチ 関東地方） |                |                                               |            |            |                                                                                      |        |
| SP1                                              | 1995年9月23日  | RETURNS                                       | 小野喜世仁 | 伊藤裕彰   | 三浦理恵子、筧利夫、清水綋治 大河内浩、長江英和                                      | 17.0%  |
| SP2                                              | 1996年4月12日  | FOREVER                                       | 小野喜世仁 | 鈴木元     | 田口トモロヲ、宮川一朗太、京本政樹、 大杉漣 早川雄三、飯島大介、角田久美子           | 12.5%  |

### 原作とテレビドラマ版の違い
- 原作の近藤勇足はペロペロキャンディを持った写真が遺影に使われているが、ドラマ版ではキャンディを持っていない普通の写真が使われている。
- 静也が勇足の訃報を知る場面に関しては、原作では静也がプリティ社内で偶然接したニュース映像で勇足が銃撃されて重体 [注 17]である事を知り、病室に駆けつけた際に居合わせた母の妙から勇足の死を知るが、ドラマでは帰宅途中の車内 [注 18]で街頭の電光掲示板のニュース速報 [注 19]で勇足の訃報を知り、新鮮組本部(静也の自宅)で安置された勇足の亡骸と対面している。
- 秋野年彦は原作では秋野明美の「弟」だが、ドラマでは「従兄弟」という設定に変わっている。

## 香川版・中山版の相違点

### 香川版
- 近藤静也のサングラスは、初めから変装用としてつけていた。

### 中山版
- 近藤静也のサングラスは元々猪首が使用していた物で、ヤクザに絡まれているプリティの仲間を助けるために猪首のサングラスを譲り受けた。
- なお、新鮮組二代目姐は、香川版・中山版共に野際陽子が演じている。

## 映画版

### 静かなるドン（2000年の映画）
2000年公開。監督・脚本は鹿島勤。配給はケイエスエス。

#### キャスト
- 近藤静也：香川照之
- 秋野明美/坂本龍子(久美)：喜多嶋舞
- 鳴戸竜次：長谷川初範
- 猪首硬四郎：倉田保昭
- 生倉新八：石井愃一
- 肘方年坊：市川勇
- 沖田寝多：飯山弘章
- 川西部長：笹野高史
- 逃野：伊藤洋三郎
- 坂本健：川野太郎
- 海腐雄二：池田成志
- 節内恋心：川島なお美
- 新大久保打蔵：ばってん荒川
- 都通激：畑山隆則
- 毛締目：塚本耕司

### 静かなるドン 新章
『静かなるドン 新章』のタイトルで2009年9月5日公開。監督は城定秀夫。配給はクロックワークス。映画版（2009年）とオリジナルビデオ（2011年版）では、近藤静也：袴田吉彦、鳴戸竜次：永倉大輔、猪首硬四郎：勝矢が共通キャストとなっている。

#### キャスト
- 近藤静也：袴田吉彦
- 株式会社プリティ 第3デザイン部：秋野明美：小林恵美
- 新鮮組貸元頭 鳴戸竜次：永倉大輔
- 新鮮組突撃隊長 猪首硬四郎：勝矢
- 新鮮組貸元 生倉新八：田之頭保弘
- 新鮮組貸元 肘方年坊：森羅万象
- 株式会社プリティ 第3デザイン部部長 川西：諏訪太朗
- 株式会社プリティ 第3デザイン部：千葉誠樹
- 石川伸一郎
- 近藤妙：真理アンヌ
- 理江：長澤奈央
- 東京 長州会々長 長州金五郎：坂田雅彦
- キムラ(理容師)：松田章
- 新鮮組二代目総長 近藤勇足：仙波和之[205]

ほか
DVD
- 静かなるドン 新章 Vol.1（2011年6月3日）
- 静かなるドン 新章 Vol.2（2011年6月3日）
- 静かなるドン 新章 Vol.3 頂上決戦!!鮮血の大阪抗争編（2011年11月）（オリジナルビデオ）
- 静かなるドン 新章 Vol.4 絶体絶命!!怒りの五代目姐編（2011年12月）（オリジナルビデオ）

### 静かなるドン（2023年の映画）
2023年5月12日より、『静かなるドン 前編』（第1章・第2章）『静かなるドン 後編』（第3章・第4章）として2週連続劇場公開。監督は山口健人。配給はティ・ジョイ。近藤静也を伊藤健太郎が演じる。

#### キャスト
- 近藤静也：伊藤健太郎[206]
- 秋野明美：筧美和子[207]
- 鳴戸竜次：深水元基[207]
- 生倉新八：三宅弘城[207]
- 肘方年坊：坪倉由幸（我が家）[207]
- 猪首硬四郎：本宮泰風
- 坂本龍子：内田慈[207]
- 近藤妙：筒井真理子[207]
- 坂本健：寺島進[207]
- ソープ店の店長：喜矢武豊[208]
- 新鮮組幹部・宇田川：舘昌美[208]
- 汚田組々員・江夏：本田広登[208]
- 新鮮組幹部・久下：川崎健太[208]

#### スタッフ
- 監督・脚本：山口健人
- 脚本：吉﨑崇ニ
- 製作：英田理志、人見剛史
- 総合プロデュース：本宮泰風
- エグゼクティブプロデューサー：前田利洋、鈴木祐介
- プロデューサー：河野博明、丸田順悟
- 制作プロデューサー：菅谷英一
- 制作プロダクション：ダブルフィールド、MinyMixCreati部
- 配給：ティ・ジョイ
- 製作：2023「静かなるドン」製作委員会

#### DVD
- 静かなるドン 第1章（2023年9月25日、ライツキューブ）
- 静かなるドン 第2章（2023年10月25日、ライツキューブ）
- 静かなるドン 第3章（2023年11月25日、ライツキューブ）
- 静かなるドン 第4章（2023年12月25日、ライツキューブ）

### 静かなるドン2（2024年の映画）
2024年9月13日より、『静かなるドン2 前編』『静かなるドン2 後編』として劇場公開。監督は鳴瀬聖人。配給はライツキューブ、配給協力にティ・ジョイ。近藤静也を伊藤健太郎が演じる。

#### キャスト
- 近藤静也：伊藤健太郎
- 秋野明美：筧美和子
- 鳴戸竜次：深水元基
- 生倉新八：三宅弘城
- 肘方年坊：坪倉由幸（我が家）
- 近藤妙：筒井真理子
- 猪首硬四郎 : 本宮泰風
- 彩子 : 新谷ゆづみ
- 松平航 : 山中柔太朗
- 川路俊樹 : 久保田悠来
- Mr.J : 山口祥行
- 海腐雄二 : 渡辺いっけい
- 米山 : 工藤景
- 小林秋奈 : 藤井アキト

#### スタッフ
- 監督：鳴瀬聖人
- 総合監修・脚本：山口健人
- 製作：英田理志、人見剛史
- 総合プロデュース：本宮泰風
- エグゼクティブプロデューサー：前田利洋、鈴木祐介
- プロデューサー：河野博明、丸田順悟
- 制作プロデューサー：菅谷英一
- 制作プロダクション：ダブルフィールド、MinyMixCreati部
- 配給：ライツキューブ
- 配給協力：ティ・ジョイ
- 製作：2024「静かなるドン2」製作委員会
- 主題歌：THE YELLOW MONKEY「罠」

## 舞台版
月蝕歌劇団によって舞台化。脚本・演出：高取英、音楽：J・A・シーザー。
- 静かなるドン
  - 2004年5月19日 - 5月24日、ザムザ阿佐谷
- 静かなるドン 魔界・天翔篇
  - 2006年9月6日 - 11日、ザムザ阿佐谷
  - 2006年9月15日 - 17日、一心寺シアター倶楽

## ドラマCD版
2010年1月28日発売。発売元はキャラモモ。販売元はアルドゥール。

### キャスト
- 近藤静也：中村悠一
- 鳴戸竜次：平田広明
- 猪首硬四郎：森川智之
- 生倉新八：藤原啓治
- 肘方年坊：中田譲治
- 近藤妙：勝生真沙子
- 秋野明美：早見沙織
- 理江：朴璐美

## モバイルゲーム版
2011年8月26日より配信。発売元はサイバード・実業之日本社。Mobageによるソーシャルゲーム。アイテム課金制。

## ボイスコミック版
2024年2月14日より「静かなるドン」のYouTube公式チャンネルにて公開。『静かなるドン-もうひとつの最終章-』の1巻と2巻の発売を記念したもので、キャストは、近藤静也を国木田いっしんが演じた。